# Omicidio di Meredith Kercher
L'omicidio di Meredith Kercher, noto anche come delitto di Perugia o delitto di Via della Pergola, è un caso di cronaca nera avvenuto a Perugia la sera del 1º novembre 2007.
Meredith Kercher era una studentessa inglese che si trovava in Italia nell'ambito del progetto Erasmus presso l'Università per stranieri di Perugia; venne ritrovata priva di vita con la gola tagliata nella propria camera da letto, all'interno della casa che condivideva con altri studenti. La causa della morte fu un'emorragia a seguito di una ferita al collo provocata da un oggetto acuminato usato come arma. Per omicidio è stato condannato in via definitiva con rito abbreviato il cittadino ivoriano Rudy Guede.
Il processo ha avuto un iter giudiziario particolarmente travagliato. In primo grado, come concorrenti nell'omicidio, furono condannati dalla Corte d'assise di Perugia nel 2009 anche la statunitense Amanda Knox e l'italiano Raffaele Sollecito. I presunti coautori del delitto furono successivamente assolti e scarcerati dalla Corte d'assise d'appello nel 2011 per non avere commesso il fatto (relativamente all'omicidio), mentre per Amanda Knox fu confermata la condanna a tre anni per calunnia nei confronti di Patrick Lumumba (da lei accusato dell'omicidio e risultato estraneo ai fatti). Decisive furono le perizie che escludevano la certezza della presenza sulla scena del crimine dei due imputati. La Corte di cassazione, accogliendo il ricorso della Procura Generale di Perugia, il 26 marzo 2013 annullò la sentenza assolutoria d'appello e rinviò gli atti alla Corte d'Assise d'Appello di Firenze.
Per il procuratore generale di Perugia Giovanni Galati, la sentenza di assoluzione era "da cassare" poiché minata da "tantissime omissioni", "errori" e, quindi, da "inconsistenza delle motivazioni". Il 30 gennaio 2014 la Corte d'assise d'appello di Firenze sancisce nuovamente la colpevolezza degli imputati condannando Amanda Knox a 28 anni e 6 mesi di reclusione e Raffaele Sollecito a 25 anni di reclusione e applicando a quest'ultimo la misura cautelare del divieto di espatrio con ritiro del passaporto. Il 27 marzo 2015 la quinta sezione penale della Corte di cassazione, presieduta dal consigliere Gennaro Marasca, annulla senza rinvio le condanne a Raffaele Sollecito e Amanda Knox, assolvendoli per non aver commesso il fatto, affermando la mancanza di prove certe e la presenza di numerosi errori nelle indagini, e ponendo così fine al caso giudiziario. Il giudice rilevò in particolare l'assenza di tracce dei due imputati nella stanza dell'omicidio, affermando anche la presenza di Knox nella casa al momento del delitto (da lei in seguito negata), ma decretandone la non punibilità come connivente di Guede, perché non partecipe dell'azione omicidiaria e versante in stato di necessità. Per quest'ultimo motivo fu assolta dal reato di calunnia nei confronti della polizia.
Il caso è finito anche davanti alla Corte europea dei diritti dell'uomo ed è ricordato anche a livello internazionale per la grande risonanza mediatica nel mondo anglosassone (in particolare per la nazionalità di Meredith Kercher e Amanda Knox).
Meredith Kercher è sepolta nel cimitero di Croydon, alla periferia sud di Londra. L'Università per stranieri di Perugia ha istituito nel 2012 una borsa di studio alla memoria della studentessa. Il padre della vittima, John Kercher, ha dichiarato la volontà di costituire una fondazione. Il 1º febbraio 2020 anche John Kercher è morto in circostanze violente, dopo alcuni giorni di agonia, per essere stato trascinato da un'auto pirata nel quartiere di Croydon, forse per uno scippo.

## Storia
Meredith Susanna Cara Kercher, nata il 28 dicembre 1985 a Southwark, Londra, ma residente a Croydon, era una studentessa all'Università di Leeds, presso la quale frequentava il corso di laurea in Studi Europei. Era figlia di John Kercher, giornalista freelance britannico, e dell'ex moglie Arline, di origini anglo-indiane; aveva due sorelle e un fratello. Aveva aderito al programma Erasmus ed era giunta in Italia nell'agosto 2007 per completare il corso.
Meredith venne assassinata la sera del 1º novembre 2007 nell'appartamento che condivideva con Amanda Knox, una ragazza statunitense, oltre a due ragazze italiane quella notte assenti. Dal primo esame dell'autopsia, il patologo Luca Lalli stabilì che la morte era "intervenuta a distanza di non più di 2-3 ore dall'ultimo pasto", a causa dell'emorragia carotidea o del successivo soffocamento causato dal sangue, il tutto in seguito a circa 47 ferite tra cui 10 coltellate subite. Sulla base delle testimonianze delle ragazze con le quali la vittima aveva trascorso il pomeriggio, Meredith aveva cominciato a consumare il pasto serale tra le 17:30 e le 18:00 per terminare non oltre le 19:30.
L'ora della morte venne inizialmente stabilita tra le 21:00 e mezzanotte circa (alle ore 23:00-23:30 circa una vicina riferisce di aver sentito un urlo). Per la sentenza del 2009, il delitto avvenne tra le 23 e le 2 di notte (fissando le 23:15 come ora più probabile), mentre secondo la ricostruzione della difesa, accolta dalla prima sentenza d'appello (2011), la morte sarebbe invece da collocare tra le 21:30 e le 22:30, preferibilmente intorno alle 22:15. Secondo la sentenza del 2014, il delitto avvenne tra le 22:30 e le 23:30 circa: risulterà determinante la circostanza, in quanto potrà rendere valido l'alibi della presenza al computer di Sollecito e la presenza dei due giovani (da essi però negata) in piazza Grimana durante l'omicidio (secondo le sentenze di condanna, tra le 21:30 e le 23:30); pur essendo la piazza molto vicina, la sentenza di condanna del 2014 finì per favorire la tesi innocentista, in quanto, eliminando il riferimento alla mezzanotte e alle 2 di notte, rendeva difficile la consumazione dell'omicidio, che sarebbe stato effettuato in una manciata di minuti.
La stessa sera in cui avvenne il delitto, una donna residente in via Sperandio ricevette una telefonata anonima che riferiva della presenza di una bomba nel suo bagno. La polizia, giunta sul posto intorno alle 21:45/22:00 del 1º novembre, orario in cui secondo i consulenti delle difese avrebbe dovuto già essere avvenuto l'omicidio, perlustrò il giardino e lasciò la villa senza aver trovato nulla. La mattina seguente, 2 novembre, la stessa signora consegnò alla Polizia Postale due cellulari ritrovati la mattina stessa, abbandonati nel giardino di sua proprietà. Le informazioni ricavate da uno dei due cellulari indirizzarono gli agenti della Polizia Postale di Perugia verso la casa di Meredith Kercher, dove si recarono intorno alle ore 13:00 per riconsegnare i due cellulari alla proprietaria, Meredith Kercher. Al loro arrivo i poliziotti trovarono all'esterno della casa, seduti su una staccionata, Amanda Knox, coinquilina statunitense di Meredith, e il suo amico italiano, Raffaele Sollecito, con il quale la Knox aveva iniziato una relazione sei giorni prima. I due giovani dichiararono di essere in attesa dell'arrivo dei carabinieri, chiamati da Raffaele Sollecito con due telefonate successive (ore 12:51 e ore 12:53), asserendo che, avendo trovato il vetro di una finestra rotto e la porta di casa aperta, avevano sospettato un furto. I ragazzi, in apparente attesa dell'arrivo dei carabinieri, invitarono gli agenti della postale a entrare in casa. Durante l'ispezione giunsero in via della Pergola le altre due coinquiline allertate telefonicamente dalla Knox. Allarmati per la presenza in bagno di alcune tracce ematiche, constatando l'assenza di Meredith e la chiusura della porta della sua camera, questa venne sfondata. Venne quindi rinvenuto il cadavere della ragazza, quasi interamente coperto da un piumone.

## Le indagini

### L'arresto di Knox, Sollecito e Lumumba
Il 5 novembre Amanda Knox viene portata in questura per essere sentita come persona informata sui fatti e solo in seguito viene accusata del delitto assieme a Raffaele Sollecito e Patrick Lumumba, il titolare del bar dove Amanda lavorava. Raffaele Sollecito, che aveva chiamato i carabinieri, si presenta spontaneamente in questura come persona informata per rilasciare la sua dichiarazione, ma viene trattenuto come testimone, poi come indagato, venendo fermato e arrestato assieme alla Knox. Il motivo è che ha dichiarato che si trovava, forse, con la Knox, già accusata, anche se non ricordava molto bene la serata, anche perché aveva fatto uso di marijuana. Afferma, in maniera confusa, che erano a casa sua e non in quella di Amanda, a guardare un film al computer, che risulta difatti usato da qualcuno nel lasso di tempo. Anche le coinquiline e i ragazzi che frequentavano si presentano spontaneamente ma accompagnati dagli avvocati; Knox e Sollecito sono gli unici che si presentano senza legale e con un alibi non solido, cosa che fa decidere alla polizia di trattenerli in stato di fermo.
Secondo quanto appurato, venne impedito a Sollecito di chiamare un avvocato e di contattare suo padre per avvertirlo del suo stato di fermo non ufficiale; venne, a suo dire, minacciato e colpito da un poliziotto; gli vennero sequestrati il cellulare e un coltellino tascabile, che però non si rivelerà l'arma del delitto. Secondo il suo racconto, Amanda, che vide brevemente, era completamente sconvolta. Secondo Mario Spezi e Douglas Preston, che riportano sempre le testimonianze dello stesso Sollecito, un poliziotto lo avrebbe minacciato gridandogli «se provi ad alzarti, ti pesto a sangue e ti ammazzo. Ti lascio in una pozza di sangue». A Sollecito venne fatto firmare un verbale in cui lui sosteneva che, la notte del delitto, Amanda era uscita da casa sua durante la notte per andare in via della Pergola. Raffaele e i suoi legali sostennero invece che aveva solo detto che, visto che lui dormiva, non poteva sapere che cosa avesse fatto la ragazza nello stesso tempo, pur sapendo che non poteva essere uscita, perché, non avendo le chiavi dell'appartamento, avrebbe dovuto suonare per rientrare. Questa parte fu omessa nel verbale.
Secondo il suo racconto, Sollecito sarebbe stato con Amanda quella sera, ma non a casa di lei. Dalle 21:00 alle 21:30-22:00, lo studente sarebbe stato al computer a guardare un film d'animazione (un episodio dell'anime Naruto), come dimostrerebbe una schermata del PC (screenshot); quest'ultima prova fu presentata agli atti solo nel 2015. Poi Amanda lo avrebbe raggiunto e sarebbero rimasti lì. In seguito disse che, tra le 21:30 e le 23:30, si sarebbero recati in piazza Grimana (dove furono visti dal clochard Antonio Curatolo; sebbene fosse una discrepanza, era però anche un possibile alibi, nonostante la vicinanza alla scena del delitto), poi di nuovo a casa di Raffaele dove, secondo questi (che nega di essere andato in piazza), avrebbero fatto uso di marijuana, guardato il film Il favoloso mondo di Amélie, preparato e mangiato la cena, infine letto un romanzo della serie Harry Potter e passato la notte insieme (dalle 23:30 circa in poi). Questo sarebbe accaduto mentre la vittima veniva uccisa, in via della Pergola; secondo le perizie informatiche, il pc portatile di Sollecito era comunque rimasto acceso dalle 18:30 fino alle 05:32. I computer di Meredith e Amanda furono invece danneggiati irreparabilmente durante le analisi informatiche degli inquirenti.

#### L'interrogatorio di Amanda Knox e il caso Lumumba
Gli interrogatori iniziali non furono registrati e non fu presente nessun avvocato, nemmeno durante le ore seguenti. Secondo i legali degli imputati, ciò era contrario alla legge, che impone la registrazione e la presenza del legale perché le dichiarazioni possano essere usate (queste procedure, di utilizzare e raccogliere dichiarazioni senza avvocato, in origine furono introdotte - tramite leggi apposite - esclusivamente per combattere il terrorismo politico negli anni di piombo e i delitti mafiosi, ma poi sono state estese di fatto a crimini comuni, sempre che il giudice le consideri valide), a meno che il sospettato non voglia rendere dichiarazioni spontaneamente e in piena libertà. Tale affermazione fu considerata errata dall'accusa, poiché la Knox e Sollecito furono esaminati come persone informate sui fatti. La presenza del difensore è indispensabile solo quando la persona esaminata è formalmente indagata ma in questo caso, quando emersero indizi di reità nelle dichiarazioni di Amanda Knox, l'esame fu sospeso a norma dell'art. 63 c.p.p. e Sollecito fu indagato dopo l'esame della Knox. Inoltre, è prevista come obbligatoria la registrazione solo quando viene interrogato un detenuto. Queste contestazioni furono fatte principalmente da giornalisti stranieri, a volte confondendo il sistema americano con quello italiano, dove a norma delle citate regole, sono utilizzabili processualmente anche le dichiarazioni auto-incriminanti rese senza legale, ma solo se la persona non era ancora indagata bensì solo sentita come testimone o persona informata.
Nel caso venne inizialmente coinvolto anche Patrick Dija Lumumba, proprietario del locale dove lavorava Amanda; secondo dichiarazioni di quest'ultima, dimostratesi poi false, egli si sarebbe trovato nel luogo del delitto la sera dell'omicidio. Le accuse si sono successivamente rivelate infondate e la testimonianza inattendibile. A coinvolgere il congolese sono state le false dichiarazioni della Knox e l'errata traduzione di un SMS inviatogli dalla Knox, «see you later», che nell'inglese degli Stati Uniti sta per «ci vediamo», interpretato erroneamente come «ci vediamo dopo», dunque come un appuntamento per la sera del delitto.

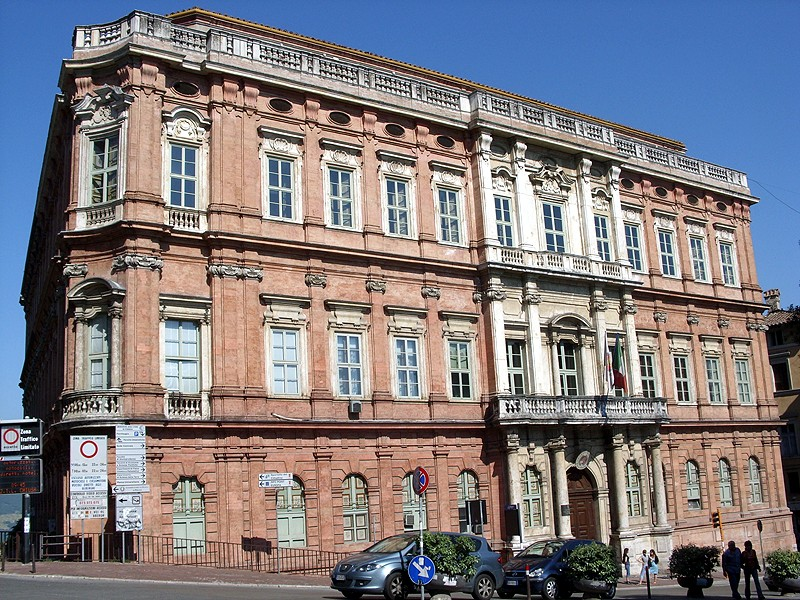
Sede principale dell'Università per stranieri di Perugia, frequentata da Amanda Knox nel 2007

La conduzione dell'interrogatorio alla Knox è stata discussa. L'ultima attività sul telefono della Knox la notte dell'omicidio era un SMS al proprietario del pub Le Chic, Lumumba. Il giorno in cui il corpo è stato scoperto, la polizia aveva chiesto alle amiche inglesi di Meredith se lei conosceva uomini neri. Secondo Nina Burleigh e altri, la polizia potrebbe aver ricercato una connessione a un immigrato africano come conferma della linea di indagine, forse in seguito a una testimonianza di alcuni vicini che affermano di aver visto fuggire un uomo dal volto scuro, poi identificato dalla difesa con Rudy Guede.
Gli inquirenti, tra cui il pm Giuliano Mignini e l'ispettore capo Oreste Volturno, chiesero alla Knox perché non aveva lavorato in quella notte; lei rispose che Lumumba le aveva mandato un messaggio dicendo che non era necessario perché gli affari andavano a rilento. Knox ha spiegato che il motivo per cui aveva spento il cellulare era di impedire a Lumumba di contattarla nuovamente, se cambiava idea, poiché ormai aveva deciso di rimanere libera quella notte. Knox aveva cancellato l'SMS di Lumumba dalla memoria del telefono. Ha detto agli investigatori che non ricordava come avesse risposto. Gli investigatori guardarono i messaggi del telefono e scoprirono che la Knox aveva risposto. Follain rende la risposta di Knox al testo come "Certo. Ci vediamo più tardi. Buona serata!". I detective interpretarono la parte "Ci vediamo più tardi" (See you later) del messaggio, non come una frase di arrivederci, ma come prova di un accordo per incontrarsi la notte dell'omicidio. Gli inquirenti mostrarono alla Knox la sua risposta a Lumumba sul display del suo cellulare. In realtà il pm Giuliano Mignini non era presente al momento esatto quando Amanda fece il nome di Patrick, alla sola presenza dei poliziotti.
Anna Donnino, interprete per la polizia di Perugia, disse al processo che la Knox ebbe uno "shock emozionale" quando le venne mostrato l'SMS di Lumumba, e avrebbe detto: «È lui, lo ha fatto, me lo sento». All'interrogatorio, secondo il legale di Sollecito, avv. Bongiorno, avrebbe assistito anche una medium: «Amanda Knox fu pressata da una stranissima medium nella stanza della polizia di Perugia, e una medium non ci deve stare in una stanza di polizia», disse nel 2015 il legale. Secondo i difensori della correttezza dell'inchiesta, questa sarebbe un'altra grave inesattezza sostenuta, in Cassazione, unicamente dal legale dell'ingegnere pugliese (la quale non era però presente), in quanto nel verbale si notano la presenza del pm, dell'ispettore Rita Ficarra, della Knox e di Anna Donnino, mentre non è segnalata quella della nominata "medium" o di altri "consulenti".
Amanda descrisse, il 5 novembre, una presunta scena di omicidio descritta poi come una "narrazione confusa di un sogno", dagli inquirenti attribuita alla droga; il pm sottolinea che nella confessione di due ore prima, Amanda ha rivelato che Lumumba Diya, "dopo aver avuto un rapporto sessuale con la vittima, l'ha uccisa" e che il rapporto sessuale "deve ritenersi di natura violenta, considerato il contesto particolarmente intimidatorio"; il 6 novembre il presunto resoconto di Amanda venne scritto in un memorandum di cinque pagine, dattiloscritto e poi in seguito fatto firmare alla Knox come parte del verbale, in cui si legge che «Patrick e Meredith si sono appartati nella camera di Meredith, mentre io mi pare che sono rimasta nella cucina. Non riesco a ricordare quanto tempo siano rimasti insieme nella camera ma posso solo dire che a un certo punto ho sentito delle grida di Meredith e io, spaventata, mi sono tappata le orecchie (...) Non sono sicura se fosse presente anche Raffaele ma ricordo bene di essermi svegliata a casa del mio ragazzo, nel suo letto, e che sono tornata al mattino nella mia abitazione dove ho trovato la porta dell'appartamento aperta». Poco dopo negherà di aver pronunciato queste parole.
Contemporaneamente alla stesura del verbale, la Knox ritrattò però queste dichiarazioni in una lettera che scrisse, questa volta a mano, non appena fu lasciata sola, in cui nega che il "sogno" corrisponda ad un evento accaduto: «Per quanto riguarda questa "confessione" che ho fatto ieri sera, voglio essere molto chiara che sono molto dubbiosa della veridicità delle mie affermazioni perché sono state fatte sotto la pressione dello stress, dello shock, e di estremo esaurimento»; questa ritrattazione di poche ore dopo in cui sosteneva di avere cambiato idea a mente lucida, fu considerata non credibile, fino alla verifica dell'alibi di Lumumba, e quindi verrà denunciata per calunnia.
Niente nelle confessioni rese il giorno prima indicava, però, che avesse una conoscenza certa del colpevole. Le dichiarazioni attribuite alla Knox erano sbagliate e contraddittorie nei particolari (secondo le ricostruzioni giornalistiche si leggeva che Lumumba l'avrebbe sgozzata davanti a lei e al contempo che lei era altrove e non aveva visto nulla, anche se Amanda ha detto solo che sentiva le grida di Meredith e che aveva dedotto che Patrick la stava uccidendo) e auto-incriminanti (si disse colpevole e innocente nella stessa dichiarazione), specie riguardo ai particolari centrali (citò come complice un uomo che era sospettato, ma che successivamente si dimostrò avere un alibi inoppugnabile; non riuscì a citare un altro uomo, sconosciuto dalla polizia, il cui DNA fu trovato ulteriormente sulla vittima; si trattava di Guede). Ciononostante, Knox, Sollecito, e l'uomo innocente da lei coinvolto, Lumumba, furono tutti subito arrestati senza ulteriori prove o verifiche. L'uso del cosiddetto "metodo Reid", un interrogatorio serrato con pressione psicologica, è inoltre controindicato nell'interrogare i testimoni non accusati, perché può fornire false confessioni se troppo pressante e in presenza di personalità confuse.
Alla conferenza-stampa il capo della polizia annunciò la chiusura del caso, cosa questa criticata vivacemente dal pm, oltre che da avvocati e stampa americana (del resto, il questore e il capo della Polizia non hanno alcuna attribuzione in materia di chiusura delle indagini).
Il rapporto tra Amanda e Lumumba non era buono, secondo la testimonianza dello stesso Lumumba: Amanda Knox avrebbe infatti lavorato nel locale di lui per essere presto licenziata a causa di comportamenti troppo disinvolti con la clientela e perché giudicata non capace. Patrick Lumumba è stato successivamente rilasciato e prosciolto da ogni accusa, in quanto aveva un alibi (era in compagnia di un amico e cliente, un professore svizzero, che lo vide al bancone del pub) e non furono trovate sue tracce nella casa. In seguito all'ingiusta detenzione della durata di 14 giorni, Lumumba è stato risarcito con la somma di 8 000 euro, ritenuti però insufficienti dal suo legale. 
Amanda e Raffaele, dopo essere stati arrestati, assieme al detto Lumumba, vengono condotti in carcere il 6 novembre. In seguito al rilascio di Lumumba, viene sospettato e poi arrestato Rudy Guede, dopo l'individuazione di abbondanti tracce genetiche sulla scena del delitto.
Per la calunnia Amanda Knox è stata condannata in primo grado a un anno di carcere, pena aumentata a tre anni di reclusione dalla corte d'appello. La condanna per calunnia alla Knox è rimasta comunque basata sulle dichiarazioni rese dagli inquirenti e sulle trascrizioni successive dell'interrogatorio, senza tener conto della ritrattazione del giorno seguente; tuttavia nessuna registrazione vocale della Knox che accusa Lumumba è mai stata effettuata e l'unico memoriale scritto di suo pugno e a lei attribuibile con certezza fu quello in cui ritratta ogni possibile accusa riferita.
Amanda Knox in seguito disse che

Nel successivo processo per calunnia (2016) ai danni della polizia, le dichiarazioni di Knox di aver subito forti e violente pressioni non sono state ritenute reato, in quanto, secondo il giudice Giampaolo Boninsegna, vi sarebbero stati "diritti negati", "omissioni" e "verbali inaffidabili" e Amanda accusò Lumumba solo perché messa sotto eccessiva pressione e «sperava di uscire dal tormento». Nelle motivazioni dell'assoluzione, il primo racconto di Amanda Knox sull’omicidio della studentessa inglese Meredith Kercher è, riprendendo le parole dell'americana solo «narrazione confusa di un sogno, sia pure macabro, piuttosto che la descrizione di una vicenda davvero accaduta: questo conferma lo stato in cui si trovava Amanda Knox nel momento in cui rese le dichiarazioni spontanee e scrisse il memoriale, ed esclude la finalità di tacere il nome dell’effettivo autore del delitto: Rudy Guede. Qualora si fosse trovata nella casa di via della Pergola al momento dell’omicidio sarebbe stato agevole per Amanda indicare il vero autore in quanto ciò l’avrebbe resa credibile» e, prosegue il magistrato fiorentino 
(Sentenza di assoluzione di Amanda Knox per calunnia (2016))
Nel 2023, in seguito a sentenza della Corte europea dei diritti dell'uomo, la sentenza definitiva di condanna contro Knox nel primo processo di calunnia ai danni di Lumumba è stata sottoposta a revisione processuale e annullata con rinvio dalla Corte di Appello.
La Corte di Appello di Firenze, il 5 giugno del 2024 ha emesso una nuova sentenza di condanna a 3 anni contro l'americana Amanda Knox per calunnia nei confronti di Patrick Lumumba e per averlo accusato del delitto Kercher.

## Processo
I tre indagati avranno due procedimenti distinti.
Raffaele Sollecito
Raffaele Marco Sollecito (Giovinazzo, 26 marzo 1984), originario della Provincia di Bari, studente universitario in Informatica di 23 anni all'epoca dell'omicidio; suo padre Francesco è un medico ospedaliero specializzato in urologia e medicina legale; la madre, separata dal marito, è invece deceduta nel 2005; sua sorella Vanessa è tenente dei Carabinieri, posizione lavorativa che terminerà per ragioni che verranno collegate alla vicenda processuale famigliare, venendo nei fatti congedata dopo 10 anni di servizio; nel processo venne difeso principalmente da Giulia Bongiorno e Luca Maori. Assolto definitivamente nel 2015, lavora come ingegnere informatico ed elettronico in una propria impresa startup che si occupa della commemorazione dei defunti sul web e anche nell'ambito della progettazione di siti internet, videogiochi e droni, dopo aver conseguito la laurea specialistica discutendo una tesi sull'analisi dei flussi di opinione nei social network in relazione alla propria vicenda giudiziaria. Ha scritto inoltre due libri sulla propria storia ed è iscritto al Partito Radicale. Dal 2 aprile 2016 è opinionista fisso della nuova trasmissione Il giallo della settimana, spin-off di Quarto grado, presentato da Remo Croci su TGcom24. Dopo aver vissuto un periodo all'estero, è tornato in Italia.
Amanda Knox

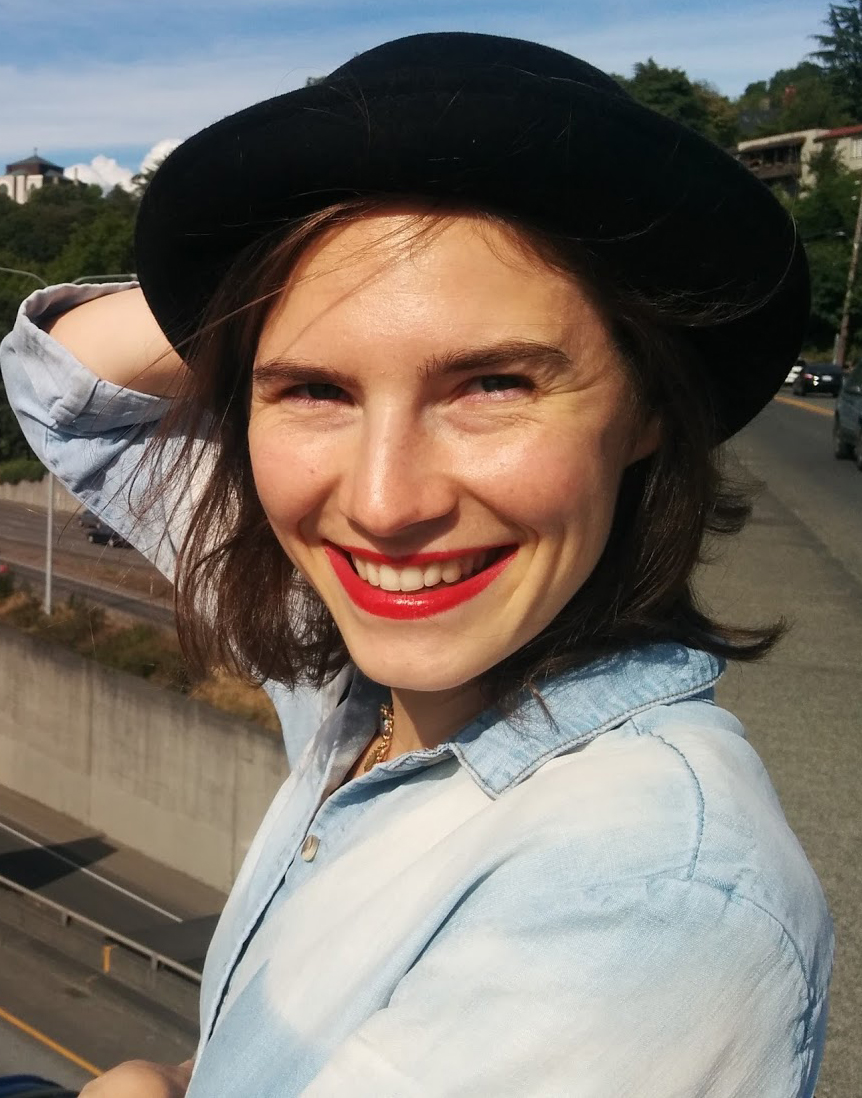
Amanda Knox (2016)

Amanda Marie Knox (Seattle, 9 luglio 1987), studentessa statunitense in letteratura, 20 anni all'epoca, figlia di Curt Knox, impiegato (ex vice-direttore dell'ufficio fiscale di una succursale locale di Macy's, una catena di grandi magazzini) e di Edda Mellas, insegnante di matematica, sposata in seconde nozze con Chris Mellas, consulente informatico; con Sollecito, conosciuto due settimane prima, aveva una relazione al momento del delitto; nel processo venne difesa da Carlo Dalla Vedova e Luciano Ghirga. Assolta definitivamente nel 2015, attualmente è giornalista freelance per un giornale di Seattle, oltre ad avere scritto un libro autobiografico e a collaborare con il National Innocence Project, una organizzazione non governativa statunitense che si occupa di errori giudiziari.
Rudy Guede
Rudy Hermann Guede (Abidjan, 26 dicembre 1986), ivoriano; nato in una famiglia cristiana e con il padre che praticava la poligamia, arrivò in Italia a 5 anni lasciando la madre, venditrice di libri, per raggiungere il padre Roger, muratore che aveva un'altra vita con varie fidanzate a Cantalupo di Bevagna e successivamente a Ponte San Giovanni, frazione di Perugia; durante una vacanza in Costa d'Avorio rischiò di venire ucciso in una sommossa di musulmani; da allora non volle mai più tornare al suo paese; dopo essere scappato per non vivere con la matrigna, venne affidato nel 2004 alla famiglia di Paolo Caporali, imprenditore perugino, proprietario della Liomatic s.p.a. (azienda di macchine per caffè dell'indotto Lavazza) e patron di una squadra locale di basket, dove Rudy giocava. Secondo l'autrice investigativa americana Nina Burleigh, a Rudy venne diagnosticata una forma di dissociazione (fuga psicogena, con tendenza alla rimozione e alla costruzione di personalità) e di sonnambulismo. Anche in seguito al comportamento indisciplinato, al suo rifiuto di studiare e alle bugie nel rapporto con i familiari (anche se non presentava comportamenti violenti), allo scadere della maggiore età trascorse un periodo insieme ad una zia. Subito dopo il delitto lasciò Perugia per la Germania. Fu arrestato il 20 novembre, dopo che la scientifica riuscì a identificare il suo DNA, ed estradato in Italia il 6 dicembre 2007. Oltre ai 16 anni per il delitto, Guede è stato condannato a 1 anno e 4 mesi per due furti, in particolare per aver ricettato un computer portatile comprato in un mercatino dell'usato di Perugia, risultato rubato nello studio di un avvocato di Perugia. Guede venne sorpreso a Milano all'interno di una scuola materna il 27 ottobre del 2007: nello zainetto che aveva con sé gli agenti trovarono il pc. Come da richiesta dei suoi avvocati di allora, Nicodemo Gentile e Walter Biscotti, Guede ha ottenuto dal giudice per l'udienza preliminare Paolo Micheli la concessione del rito abbreviato di giudizio. In carcere, Guede ha conseguito nel 2016 la laurea triennale in Scienze Storiche presso l'università di Roma Tre. Ha ottenuto prima la semilibertà nel dicembre 2019 e due mesi dopo l'affidamento ai servizi sociali con un incarico presso la Caritas di Viterbo e un proprio appartamento in cui risiedere fino alla fine della pena.
Nel dicembre del 2023 Rudy Guede è stato accusato di maltrattamenti, violenza e lesioni personali nei confronti della sua ex compagna di 23 anni e il 13 dicembre 2023 sottoposto alla misura del braccialetto elettronico.

### Detenzione
Knox e Guede sono stati detenuti nel carcere di Capanne, vicino a Perugia; Sollecito, dopo essere stato anch'egli in custodia al carcere di Capanne, è stato trasferito dall'inizio del 2008 presso il carcere di Terni. Guede, dopo il 2010, venne trasferito nel carcere di Mammagialla a Viterbo. Knox e Sollecito hanno scontato quattro anni di carcerazione preventiva. Sollecito ha lamentato di essere stato, senza fondati motivi (a suo avviso), detenuto in un carcere di massima sicurezza, con i primi sei mesi in isolamento (contro la sua volontà, avendo richiesto dopo le prime settimane di essere messo in cella con altri detenuti) e le prime due settimane senza poter incontrare nessuno, né i parenti, né i legali (al di fuori delle udienze). Ha inoltre affermato che lo stress psicofisico dell'arresto, del carcere e della vicenda giudiziaria ha danneggiato la sua salute in maniera permanente, provocandogli dal 2008 una disfunzione tiroidea.
Le difese di Knox e di Sollecito hanno impugnato le ordinanze di custodia cautelare dinanzi al Tribunale del Riesame di Perugia che ha respinto i loro ricorsi. Poi hanno impugnato la decisione del Tribunale per il Riesame presso la Corte di Cassazione, Prima Sezione penale, che, anch'essa, ha respinto i ricorsi della Knox e di Sollecito.

### La condanna di Guede e il processo a Knox e Sollecito (primo grado)
Knox, Sollecito e Guede vengono rispettivamente condannati a 26, 25 e 16 anni di reclusione. Rudy Hermann Guede, che ha optato per il rito abbreviato, è stato definitivamente condannato per concorso in omicidio e violenza sessuale con sentenza della Corte di Cassazione, Prima Sezione penale, in data 16 dicembre 2010 (in primo grado 30 anni, appello 16). Per gli altri due concorrenti, si è richiesto il processo d'appello. Le sentenze ricostruiscono dettagliatamente le modalità e le circostanze dell'omicidio, definito a movente "erotico sessuale violento". La sentenza di condanna di primo grado riguardante Sollecito e la Knox, emessa il 5 dicembre 2009 dalla Corte di Assise di Perugia presieduta da Giancarlo Massei con Beatrice Cristiani, è basata, secondo la Corte, su perizie, riscontri oggettivi e testimonianze.
Durante il dibattimento l'ispettore Oreste Volturno afferma che i familiari di Sollecito hanno fatto pressioni politiche al telefono, ma non vengono rilevate tracce di presunte telefonate, come fa rilevare lo stesso pm; Volturno afferma altresì - per corroborare l'accusa - che Sollecito è un violento, e che a scuola aveva ferito una compagna con delle forbici, alcuni anni prima; attribuisce ciò a "un confidente" di cui si rifiuta categoricamente di rivelare il nome, ma sostiene che i registri della scuola superiore sono andati al macero, e non può quindi dimostrare la sua accusa.
Si parlò in dibattimento anche di "scenari rituali" (era la notte seguente quella di Halloween e il pm si era già occupato del caso del Mostro di Firenze sostenendo la pista della setta, mai appurata, inoltre c'era un costume da vampiro usato di recente dalla vittima ritrovato nella camera), ma poi si abbandonò questa pista per quella del "gioco erotico"; il pm chiede l'ergastolo. Vengono ventilate, da parte dei mass media e della stampa scandalistica, che si impadroniscono subito del caso, anche motivazioni come quella che Sollecito (appassionato di manga) avesse preso ispirazione da un fumetto giapponese. Il PM Mignini ha sempre sostenuto invece che il delitto va ricondotto ad un rapporto di profonda ostilità tra Meredith e Amanda.
L'istruttoria dibattimentale di primo grado è stata lunghissima e secondo la corte esauriente. Nonostante alcune incongruenze, vengono rifiutate nuove contro-perizie scientifiche su DNA, chieste dalla difesa, e l'accusa regge. Secondo la ricostruzione finale accolta dalla sentenza, Knox e Sollecito, la sera del 1º novembre 2007, hanno appuntamento in piazza Grimana con Guede, conoscente della Knox, il quale decide di unirsi a loro per la serata. I tre si recano nella casa della studentessa, dove la sua coinquilina Meredith Kercher, dopo una serata trascorsa con delle amiche britanniche, era da poco rientrata, presenza immediatamente notata in quanto la porta della sua camera era socchiusa.
Come sostenuto in sede di indagini e dalla sentenza, questa è la ricostruzione di primo grado, come espressa dalle motivazioni di condanna: «È quindi possibile che Rudy, uscendo dal bagno, si sia lasciato trascinare da una situazione avvertita come carica di sollecitazioni sessuali e cedendo alla propria concupiscenza, abbia cercato di soddisfare le proprie pulsioni portandosi nella stanza di Meredith che era sola nella propria camera con la porta quantomeno socchiusa. La reazione e il rifiuto di Meredith dovettero essere stati sentiti da Amanda e Raffaele, i quali anzi ne dovettero essere disturbati ed intervennero, per quanto evidenziano gli eventi, spalleggiando Rudy, diventando i suoi aggressori e i suoi uccisori (...) la prospettiva di aiutare Rudy nel proposito di soggiogare Meredith per abusarne sessualmente, poteva apparire come un eccitante particolare che, pur non previsto, andava sperimentato».
Sempre secondo la ricostruzione della corte e della sentenza, alle grida della Kercher, Knox e Sollecito si sarebbero quindi uniti a Guede nell'azione criminosa, in quella che avrebbero trovato una "situazione eccitante", tentando così di immobilizzarla con la minaccia di un coltello. La perizia sulle ferite inferte evidenzia che l'arma in possesso di Sollecito era verosimilmente piccola, mentre la Knox impugnava un coltello da cucina, successivamente ritrovato, sul quale sono state trovate le sue tracce genetiche insieme a quelle della Kercher: le perizie effettuate per il processo di secondo grado, al contrario, sostenevano che quel coltello da cucina non aveva né il DNA della Kercher né si poteva considerare l'arma del delitto. La situazione sarebbe degenerata per il persistere della resistenza della Kercher. La Knox con il coltello da cucina avrebbe colpito al collo la vittima arrecandole ferite mortali, seppure il decesso avvenga dopo una lunga agonia.
I tre imputati, subito dopo l'omicidio, sempre secondo la sentenza, le sottraggono i telefoni cellulari, per timore di generare allarme da parte di qualcuno che la chiamasse senza avere risposta, apparecchi che saranno poi ritrovati in una scarpata distante poche centinaia di metri dalla scena del delitto. I tre si dirigono in direzioni diverse, Guede in una discoteca, Knox e Sollecito a casa di quest'ultimo. La mattina seguente i due tentano di cancellare le tracce del delitto e poi rompono una finestra dell'abitazione per inscenare un finto furto onde depistare le indagini.
Uno dei testimoni dell'accusa, Hekuran Kokomani, di nazionalità albanese, che viene rilevato essere gravemente inattendibile già dal gup Paolo Micheli, viene convocato in aula (nel frattempo era stato arrestato per fatti di droga) e racconta di aver incontrato Knox e Sollecito armati di coltello assieme a Guede, ma la testimonianza è ritenuta infondata. Lo stesso Kokomani afferma di aver già visto la giovane americana e il ragazzo pugliese a luglio, insieme ad uno zio americano di Amanda: in realtà è stato accertato che Amanda arrivò in Italia solo nel settembre 2007 e aveva conosciuto Sollecito da poco. I pm convocarono in aula anche il suo avvocato, Antonino Aiello, che tentò di ribadire che il suo cliente era credibile.
Questa testimonianza e quella di un altro teste dell'accusa, il clochard Antonio Curatolo che affermò di averli visti tra le 21,30 e le 23,30 in piazza Grimana, sembrarono apparentemente incrinare il teorema del pubblico ministero. Curatolo in passato fece uso di droghe, ma al momento era disintossicato, e aveva già testimoniato in maniera attendibile e credibile a un altro processo per omicidio, sempre per l'accusa. Seppur proposto come testimone dall'accusa, in quanto riferiva che erano in piazza anziché a casa di Sollecito (provando che le dichiarazioni del giovane erano false; in seguito Sollecito ha affermato di non ricordare molto bene poiché aveva assunto droga, tuttavia non ha mai cambiato completamente la sua versione), la deposizione finisce per fornire un possibile alibi a Knox e Sollecito, che tuttavia non vale ad assolverli, perché, per la Corte, la piazza è vicina alla casa e l'ora del delitto non è precisa e sicura come secondo la difesa.
Rudy Guede, già condannato in primo grado, rese una testimonianza riguardante un "biondino", indossante "una felpa Napapijri" e non meglio identificato, che si sarebbe vantato dell'omicidio (questo sospetto fu nominato nella sua prima versione difensiva e venne da qualcuno identificato con un tossicodipendente di Perugia, a casa sua sarebbero stati trovati jeans insanguinati, ma la polizia non lo avrebbe sospettato); Guede disse che Meredith l'aveva invitato a casa sua, che ebbero un approccio sessuale consenziente, e che lei fu aggredita mentre lui era in bagno ed «era per terra, colpita, e aveva i jeans. Chino su di lei c'era un giovane biondo, con una cuffia bianca e una felpa Napapijri. Ha cercato di colpirmi con un coltello.» Disse che non lo riconobbe, che era "una figura maschile vicino alla porta" che la luce era debole e che tale soggetto, giratosi in maniera veloce, aveva in mano un coltello ed aveva cercato di colpirlo, insultandolo e poi scappando.
In seguito, Guede disse ancora di aver visto l'assassino o gli assassini, ma non li identificò mai con certezza in Knox e Sollecito (parlò di Amanda che avrebbe "rubato soldi a Meredith", solo in una rivelazione fatta ai suoi avvocati circa due anni dopo); disse di essere fuggito, dopo aver cercato di soccorrere la ragazza, secondo lui sua amica intima, ed essere tornato più tardi a coprire il corpo. In precedenza, in una conversazione via Skype dalla Germania, Guede aveva detto ad un amico che Knox non c'entrava nulla, che il ragazzo biondo poteva anche essere Sollecito ma che non era sicuro, e che nemmeno lui era colpevole. 
In aula, solo in appello, gli avvocati lessero invece una sua dichiarazione dove affermava che, secondo lui, Amanda e Raffaele erano colpevoli, ma rifiutò sempre di dire se li avesse davvero visti, presentando la sua dichiarazione nella forma di una semplice opinione; secondo indiscrezioni, non confermate, avrebbe poi anche accusato Sollecito, affermando però che lui non era in bagno mentre lei veniva aggredita, bensì sul letto ad ascoltare musica con le cuffie, che gli impedirono di accorgersi di nulla. In un'altra delle sue versioni dice invece che, mentre ascoltava musica, sentì Meredith litigare con Amanda, che non vide ma di cui sentì la voce. I suoi legali hanno ripetuto in seguito la versione del ragazzo biondo con la felpa, smentendo il riconoscimento. Guede non ha voluto riferire altri particolari, né versioni più precise, tornando in seguito alla sua versione originale, cioè che il vero killer fosse questo misterioso uomo mai identificato. Solo anni dopo, cambiando ancora versione, sostenne di aver visto una donna scappare e di essere sicuro "al 101%" che fosse Amanda, ma al contempo disse di non aver riconosciuto l'uomo biondo, che pure sostenne di aver avuto di fronte. Aggiunse anche particolari come l'aver cercato di scrivere una parola incomprensibile detta da Meredith, secondo lui il nome dell'assassino. Le versioni fornite da Guede non sono state considerate credibili da nessun tribunale. Secondo il criminologo Carmelo Lavorino, la storia raccontata da Guede sarebbe altamente contraddittoria e inattendibile, preparata come autogiustificazione dopo parecchio tempo.

### L'assoluzione in appello di Amanda Knox e Raffaele Sollecito

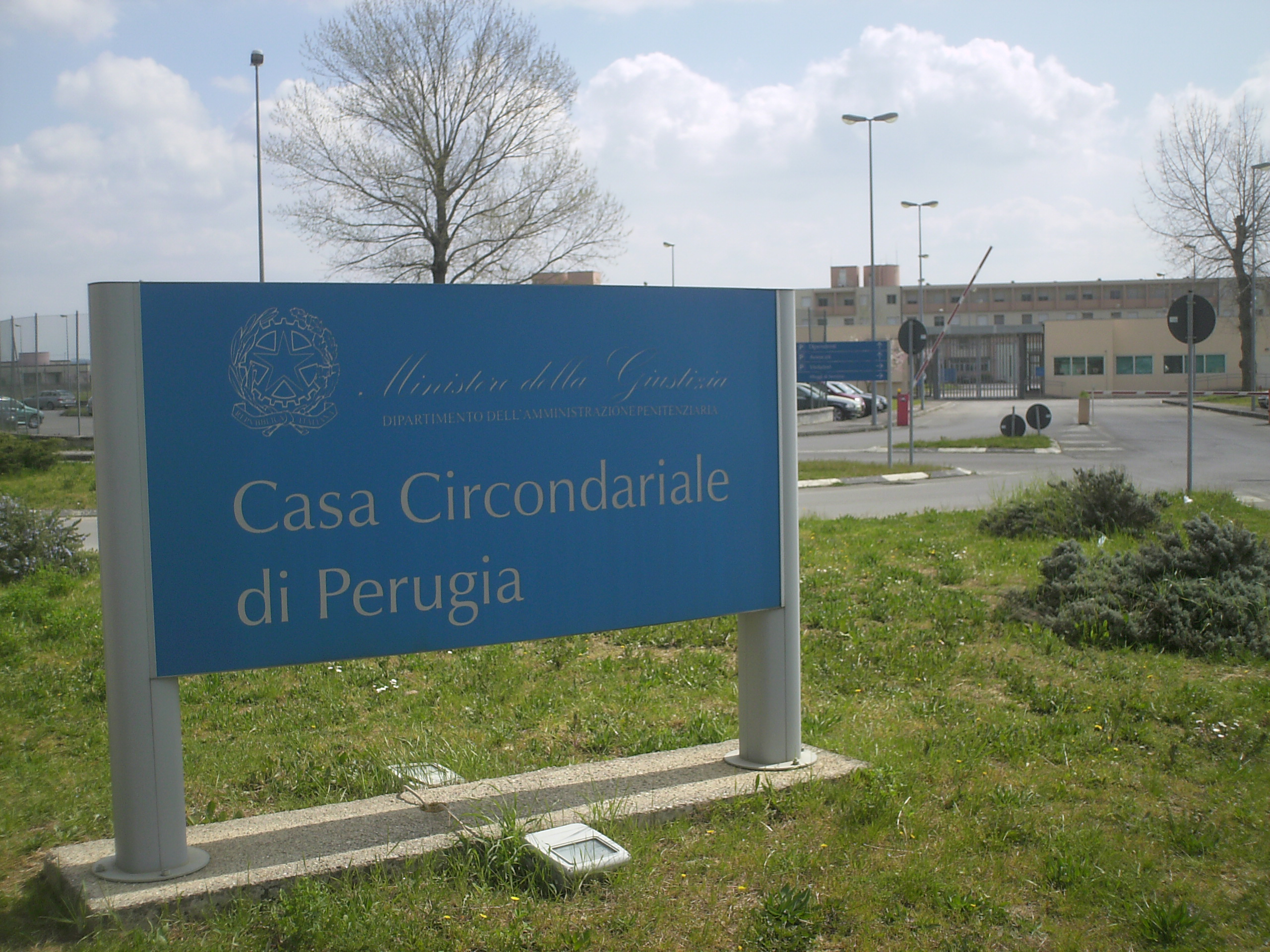
Il carcere di Capanne a Perugia

Il 3 ottobre 2011, alle ore 21:43, la Corte di Assise di Appello di Perugia, presieduta da Claudio Pratillo Hellmann, dopo aver disposto la parziale rinnovazione dell'istruttoria dibattimentale, in parziale riforma della sentenza di primo grado, ha condannato Amanda Knox a 3 anni di reclusione per il reato di calunnia, già scontati, ma ha assolto con la formula di non aver commesso il fatto entrambi gli imputati dalle accuse di omicidio e di violenza sessuale, e per insussistenza del fatto dall'accusa di simulazione di reato (dichiarando la prescrizione dell'accusa di detenzione di arma impropria), e ne ha ordinato conseguentemente la scarcerazione immediata.
I due hanno lasciato le case di reclusione, dove erano stati riaccompagnati per espletare le formalità e prelevare gli effetti personali là rimasti, prima della mezzanotte, mentre nella piazza Matteotti, di fronte all'uscita dell'aula d'udienza si scatenava una protesta contro la sentenza e contro i difensori degli imputati. Amanda Knox ha lasciato l'Italia diretta a Seattle il 4 ottobre 2011 alle ore 11:45 facendo scalo proprio nel Regno Unito, nella sala riservata alle alte personalità, per motivi di sicurezza, dell'aeroporto internazionale di Heathrow. Lo stesso giorno, prima della partenza, la Knox ha scritto una lettera al segretario generale della Fondazione Italia USA, Corrado Maria Daclon, nella quale ringrazia pubblicamente gli italiani che le sono stati vicini: «A tenermi la mano e a offrirmi del sostegno e del rispetto attraverso le barriere e le controversie c'erano degli italiani. C'era la Fondazione Italia USA, e molti che hanno condiviso il mio dolore e che mi hanno aiutato a sopravvivere con speranza. Sono sempre grata della loro premurosa ospitalità e del loro coraggioso impegno. Chi mi ha scritto, chi mi ha difesa, chi mi è stato vicino, chi ha pregato per me. Vi sono sempre grata. Vi voglio bene». Al suo arrivo a Seattle ha tenuto una breve dichiarazione all'aeroporto ai giornalisti presenti, ringraziando nuovamente quanti le sono stati vicino, visibilmente commossa.

Nelle motivazioni della sentenza viene affermata la probabilità che Guede sia l'unico colpevole: 
(Sentenza Pratillo Hellmann-Zanetti, pagg. 28-29)
Forti critiche ha suscitato la sentenza e, nella stessa requisitoria, i pubblici ministeri avevano sottolineato l'anomalia di una vicenda giudiziaria nella quale si dava per scontata l'assoluzione prima ancora che la Corte si ritirasse in camera di consiglio. Benché la Corte d'Assise d'Appello avrebbe dovuto essere presieduta da Sergio Matteini Chiari, presidente della Sezione Penale della Corte d'Appello di Perugia, a presiedere la corte fu chiamato Claudio Pratillo Hellmann, che presiedeva la Sezione Lavoro. Anche il Consigliere a latere della Corte, Massimo Zanetti, proveniva dalla Sezione Civile ed entrambi avevano avuto una esperienza penale piuttosto remota nel tempo, a Spoleto e a Orvieto.

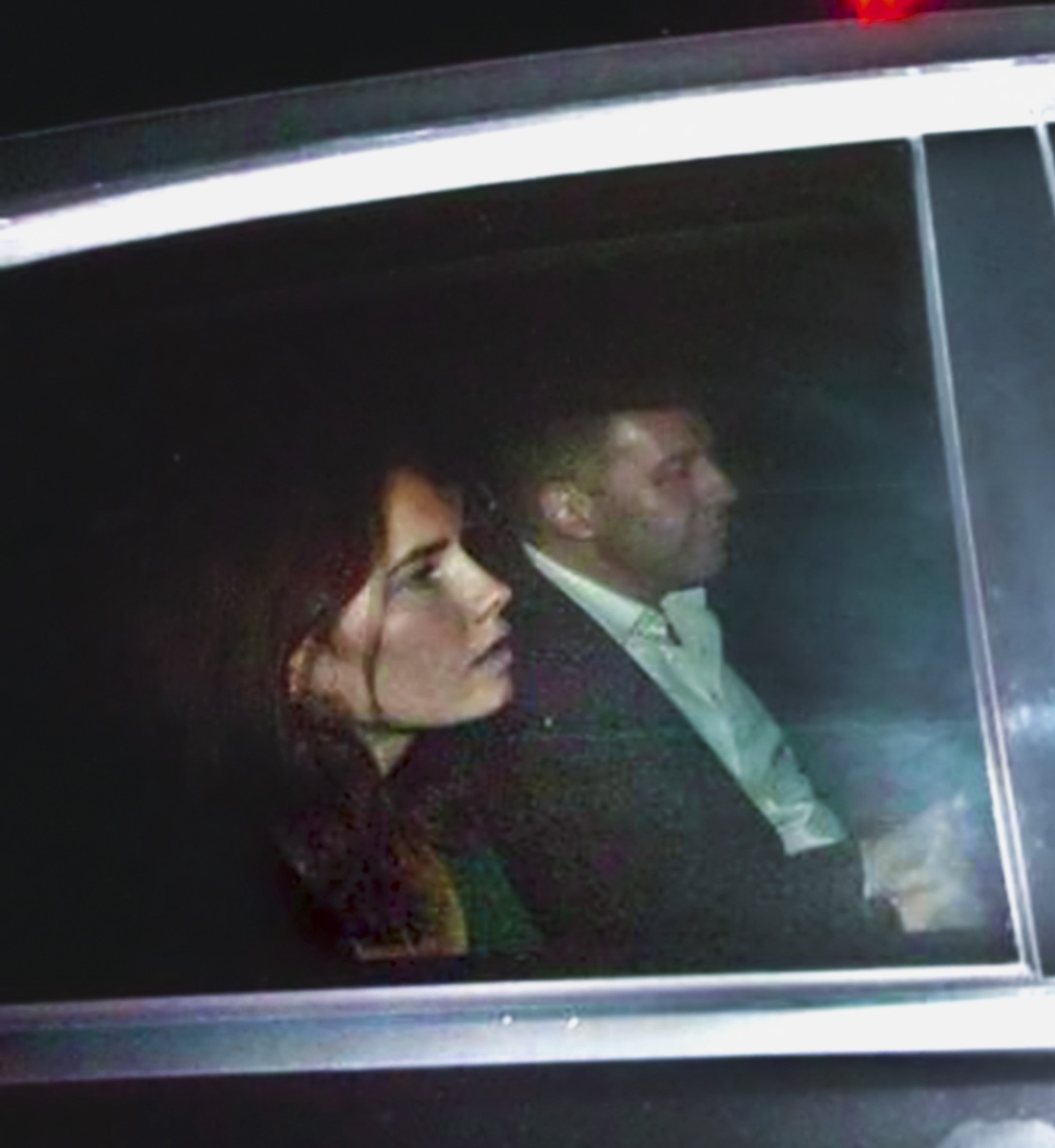
Amanda Knox lascia il carcere di Perugia su un'auto insieme a Corrado Maria Daclon, segretario generale della Fondazione Italia USA

Il processo Knox-Sollecito fu un processo mediatico e internazionale. Ci fu infatti chi accusò le presunte pressioni fatte dal segretario di stato Hillary Clinton per l'assoluzione, peraltro mai provate, nonché il ruolo dei mass media americani, che descrissero quello di Perugia come un'edizione moderna del processo alle streghe di Salem. Alcuni anni dopo, Pratillo Hellmann lanciò accuse di "linciaggio mediatico" e insulti nei suoi confronti, da parte dei suoi stessi colleghi e da alcuni abitanti di Perugia. Hellmann lasciò la magistratura per il clima di ostilità da lui percepito, poco dopo la sentenza del 2011.
Per i colpevolisti, due assassini venivano rimessi in libertà, mentre gli innocentisti descrissero il caso Knox-Sollecito, per il livello di celebrità e importanza internazionale, come "il più rilevante errore giudiziario del ventunesimo secolo", paragonandolo al caso Dreyfus del XIX secolo o al caso di infanticidio noto come Dingo baby (Australia, 1980) per il XX secolo. Inoltre, come spesso in questo tipo di casi, il tutto venne scandito anche da epiteti ingiuriosi o poco gentili rivolti dalla stampa ad Amanda Knox. Come in molti processi mediatici la stampa, specie britannica e italiana, si concentrò su comportamenti non correlati al reato e in chiave fortemente colpevolista. Le immagini del bacio tra Sollecito e Knox, dal ragazzo definito "di conforto" verso la ragazza sotto shock, fu trasmesso e ritrasmesso con parti tagliate, il fatto che vennero filmati a comprare biancheria intima per Amanda - perché la casa era sotto sequestro e non aveva abiti di ricambio - venne fatto intendere come segno di disinteresse, freddezza e ossessioni erotiche "morbose". Amanda Knox fu sottoposta ad analisi mediche, e i medici del carcere le comunicarono che aveva l'HIV e chiesero di scrivere i nomi di tutti i fidanzati che lei aveva avuto nella vita in modo che potessero essere avvertiti e sottoposti ad un test. Dopo di che, si accorsero che il test era "sbagliato" e non aveva l'HIV, però il documento finì nelle mani dei giornalisti, che alimentarono così il mito della "ragazza facile" affermando che fosse la lista dei ragazzi di Perugia con cui aveva avuto rapporti sessuali in un mese. Si disse che Amanda negli USA aveva inscenato un'effrazione e che aveva scritto un racconto che parlava di stupro, pubblicato su internet e che prefigurava l'omicidio di Meredith, ecc.
Negli Stati Uniti fece scalpore anche il breve arresto di un giornalista investigativo italoamericano, Frank Sfarzo, avvenuto a Perugia nel settembre 2010, in seguito alle sue indagini di tono innocentista; al giornalista sarebbero stati sottratti materiali e sarebbe stato malmenato dalla polizia. Violazioni attribuite alla procura di Perugia furono denunciate dal Committee to Protect Journalists (CPJ) di New York, un'organizzazione non governativa statunitense; nell'aprile del 2011 il CPJ segnalò alle autorità italiane «alcune gravi violazioni della libertà di informazione compiute in Italia». Le stesse violazioni vennero il mese successivo dall'OSCE (Organizzazione per la sicurezza e la cooperazione in Europa) che segnalò «i comportamenti del sostituto procuratore di Perugia Giuliano Mignini a danno del blogger Frank Sfarzo e di alcuni giornalisti e commentatori che sarebbero stati minacciati o trattati in modo persecutorio dallo stesso magistrato», alcuni in Toscana «mentre seguivano le inchieste sul cosiddetto mostro di Firenze e altri a Perugia» mentre seguivano le indagini giudiziarie dirette dallo stesso Mignini.
Sulla vicenda, nel 2013, è stato realizzato un libro a firma di Mario Spezi e Douglas Preston edito in Germania, per l'editore Droemer Knaur, dal titolo Der Engel mit den Eisaugen. Il rifiuto di pubblicazione a cui il libro andò incontro, secondo i due autori, è dovuto probabilmente alle nuove forti critiche (secondo lui, "interrogatori senza avvocati e non legali; prove scientifiche completamente falsate; testimoni impresentabili", fino ad accuse di vera e propria malafede) dei due giornalisti al magistrato perugino.
I due autori sono autori anche di altre pubblicazioni, in cui il caso viene riletto come una persecuzione dettata da fantasie degli inquirenti, pregiudizi, simpatie personali e misoginia nei confronti di Amanda. Una tesi simile fu sostenuta dalla giornalista Daria Bignardi nel 2009 e altri parlarono invece di "razzismo all'incontrario" (affermato dall'avvocato Bongiorno), xenofobia e antiamericanismo.

La Procura Generale della Repubblica di Perugia si oppose. Il 14 febbraio 2012 viene proposto ricorso per cassazione, con un atto di 112 pagine, articolato in dieci motivi. Il ricorso è rivolto sia contro l'ordinanza del 18 dicembre 2011 con cui è stato disposto il rinnovo dell'istruzione dibattimentale con la perizia genetica perché radicalmente immotivata, quello contro altre due ordinanze e gli altri contro la sentenza, accusando la Corte d'Assise d'Appello di gravi errori logico-giuridici, riconducibili al concetto di "petizione di principio", alla visione parcellizzata delle prove e all'utilizzo dei soli aspetti che potessero rafforzare le argomentazioni difensive, con completa obliterazione di quegli aspetti che collimavano con l'ipotesi accusatoria. Inoltre, la Procura Generale di Perugia ha contestato il fatto che la contaminazione dei reperti fosse stata considerata solo possibile in astratto ma che non fosse stata mai provata. Il giudizio che il ricorso dà del metodo seguito dai giudici d'appello è duro specie nei confronti del relatore, accusato di avere anticipato la decisione addirittura nella relazione introduttiva, come era stato fatto nella requisitoria.
Knox ha impugnato la propria condanna per il reato di calunnia, ma la Corte di Appello di Firenze il 5 giugno 2024 ha confermato la condanna a 3 anni (già scontati con la carcerazione preventiva) alla Knox per calunnia nei confronti di Patrick Lumumba, suo datore di lavoro e proprietario del pub dove la Knox lavorava come cameriera.
La famiglia Kercher ha impugnato la sentenza d'appello, chiedendo la condanna degli imputati anche per i reati per i quali era intervenuta l'assoluzione, in particolare per l'omicidio di Meredith.
La sentenza di secondo grado, come quella definitiva del 2015, si basò sulle nuove perizie, già richieste ma non concesse in primo grado, che avrebbero escluso la certezza della presenza di Knox e Sollecito sul luogo del delitto in quelle ore, mancando prove genetiche certe, presenti invece per quanto riguarda Guede. Secondo le nuove perizie, le impronte di scarpe attribuite a Sollecito in realtà sarebbero compatibili con la dimensione dei piedi di Guede e il coltello da cucina sarebbe in realtà stato usato negli ultimi tempi solo per sbucciare patate.
Nel 2009 un'associazione di esperti statunitensi aveva scritto una lettera aperta alla corte mettendo in dubbio le conclusioni dei test: «Un esame chimico per la presenza di sangue sul coltello ha dato esito negativo, ma non è stato preso in considerazione. Inoltre il Dna trovato era sufficiente solo per un profilo parziale». Secondo Bruce Budoweles e Carlo Torre, il coltello sequestrato non era nemmeno compatibile con la ferita.
I periti Carla Vecchiotti e Stefano Conti hanno smentito le perizie del primo grado e dichiarato che i rilievi furono fatti in ambiente che poteva essere già stato contaminato geneticamente: quindi gli avvocati della difesa si sono lamentati per gli errori della polizia scientifica e per il diniego a nuove perizie della corte giudiziaria di primo grado.
Al centro del contendere, il presunto DNA della Knox e di Meredith sul coltello da cucina di Sollecito: secondo i periti d'appello, tale DNA non ci sarebbe, mentre secondo l'accusa sarebbe presente; altri periti affermarono la sola presenza del DNA della Knox che avrebbe usato il coltello per cucinare a casa di Sollecito. La prova dell'elettroforesi (il test usato per il DNA in questi casi) viene solitamente considerata valida, negli Stati Uniti, solo se dà picchi sopra 150, mentre quelli sotto 50 sono ritenuti da scartare, e quelli presi in esame per l'accusa erano tutti sotto questo livello. Sempre secondo Vecchiotti e Conti, ma anche altri esperti, il metodo stesso seguito per le analisi non è neppure adatto a piccoli quantitativi di DNA, comportando spesso dei falsi positivi. La prova contro Amanda verrà quindi scartata. Il giudice Hellmann dirà che «sulla lama del coltello le tracce erano talmente labili che la mappa genetica dei Dna a cui potevano essere ascritte era troppo ampia. Quelle tracce leggere - oltre alla Knox e a Sollecito - potevano essere ricondotte perfino a me, cioè in grado di compatibilità con il Dna del presidente della Corte», mentre il DNA di Meredith era «assente». La mancanza probabile di DNA della Kercher è stata affermata anche in una successiva perizia (2013) degli stessi RIS.
Il presunto DNA di Sollecito sul gancetto del reggiseno (inizialmente attribuito al fatto della biancheria forse scambiata tra Meredith e Amanda) - spostato e calpestato, poi repertato circa 47 giorni dopo, quando la scena del crimine era rimasta parzialmente incustodita e in parte anche ripulita, oltre che inquinata da molte persone che si aggiravano senza le dovute precauzioni - è spiegato come contaminazione accidentale, forse ad opera della stessa polizia scientifica, o come errore, data la presenza di diversi DNA e la scarsità di materiale genetico, che rendeva il profilo compatibile con moltissimi soggetti maschili e non solo con Sollecito, e mancando quindi la perfetta coincidenza, ma solo una "generica compatibilità". La prova difatti «conteneva diversi DNA di cui uno compatibile con Sollecito, ma i giovani si frequentavano, quindi potrebbe essere finito lì in diversi modi innocenti». Il giudice asserì poi in un'intervista che «vero che c'era un DNA ascrivibile a Sollecito, ma compariva anche quello di altri tre uomini. Dimostrando che la prova era stata compromessa dall'inquinamento della scena del delitto. Quel reperto, fotografato il primo giorno di indagini, era stato lasciato lì, nella camera da letto. Solo un mese e mezzo dopo è stato deciso di recuperarlo e analizzarlo. Ma si era subito notato che, rispetto alle foto della scena del delitto, il reggiseno era stato spostato di oltre un metro ed era finito sotto un tappeto».
Il DNA di Sollecito, con tracce ben più visibili, era presente anche in altri luoghi della casa, per via della frequentazione della stessa durante la relazione con Amanda, o tramite trasferimento da Sollecito alla Knox, e da questa all'ambiente. Ad esempio la traccia genetica fu ritrovata su un mozzicone di sigaretta non riferibile alla scena del delitto, e non si poté escludere che fosse su altri oggetti sequestrati, rendendo verosimile che la tenue traccia fosse contaminazione da imperizia e incuria, mescolata ad altri DNA presenti nel luogo, come quello, abbondante, di Guede. Inoltre Sollecito ha aiutato anche la polizia a sfondare la porta della camera chiusa di Meredith, cosa che avrebbe contribuito a diffondere il suo DNA nell'ambiente.
Il DNA è stato inoltre repertato dove toccato dagli uomini della scientifica, con guanti forse contaminati, cioè sul gancetto, mentre è assente nei punti non toccati dai guanti sul reggiseno, cioè sulla stoffa nella quale è stato repertato solo il DNA di Rudy Guede; questa distribuzione selettiva del DNA, secondo l'avvocato Bongiorno, sarebbe stata molto improbabile in una colluttazione. Fecero scalpore le foto pubblicate nel 2009 dal settimanale Oggi, in cui si mostravano presunti errori e contaminazioni da parte degli operatori, con la scena del crimine gravemente alterata a causa di perquisizioni della polizia avvenute tra due sopralluoghi della scientifica.
Tutto questo portò all'esclusione della prova come falsa o inammissibile, come proposto dal teorema difensivo, facendo cadere le accuse a Sollecito. Inoltre, secondo la Cassazione del 2015, tale DNA, presuntamente contaminato, era anche troppo esiguo per una ripetizione della prova.
La difesa ha ricostruito anche l'omicidio con Rudy Guede come unico colpevole. Tale ricostruzione è stata approfondita anche da vari giornalisti investigativi, criminologi e scrittori, come Mario Spezi e Douglas Preston e accolta dal giudice d'appello grazie all'accanita difesa portata avanti dall'avvocato Bongiorno, che riuscì a ribaltare un caso che sembrava chiuso.
Rudy Guede sarebbe entrato nella casa a scopo di furto, dopo aver effettuato un sopralluogo nei giorni precedenti, in cui sarebbe stato visto e aveva parlato con alcuni ragazzi nel vicino campo da basket (sport praticato da Guede fino a poco tempo prima). Guede aveva già sulla sua fedina penale alcune denunce per furto. Le modalità erano quelle di spaccare una finestra con un sasso ed entrare nella casa e talvolta anche fermarsi per andare in bagno; anche nella casa di Perugia la finestra fu rotta in quel modo e Guede si fermò in bagno.
Entrato quindi rompendo con un sasso (non sarebbe un depistaggio, anche perché Knox e Sollecito non conoscevano il modus operandi di Guede nelle precedenti effrazioni) la finestra della camera da letto di Filomena Romanelli, dottoranda e tirocinante come avvocato presso il tribunale di Perugia, assente, una volta in casa avrebbe sottratto denaro, cellulari e carte di credito, rovistando tra le stanze. Si ferma a bere, va in bagno, convinto che la casa sia vuota. Imbattutosi in Meredith, la aggredì, riuscendola a sopraffare per la sua corporatura fisica maggiore, la spinse a terra e la violentò; successivamente, per eliminare una testimone (Meredith forse lo aveva visto nei giorni precedenti), la uccise con l'arma da taglio che portava con sé. Poi, dopo aver lasciato impronte insanguinate nella stanza e fuori, sarebbe andato forse in bagno per tentare di ripulirsi e infine avrebbe abbandonato la casa, forse dalla porta o più probabilmente dalla stessa finestra (essendo atletico e allenato), e durante la fuga avrebbe urtato alcuni vicini. In alternativa, sarebbe entrato dalla porta, aperta dalla vittima che lo conosceva, avrebbe tentato di violentarla perché respinto, poi la uccise, si impossessò della refurtiva e inscenò il furto, per simulare la rapina andata male. Dopo essere fuggito, andò in discoteca, gettò via i cellulari e si disfece dell'arma del delitto; infine scappò in Germania con i soldi di cui disponeva, dove sarà poi individuato, arrestato ed estradato, quasi un mese dopo.
Il sasso con cui la finestra sarebbe stata rotta, secondo Raffaele Sollecito e i suoi legali non è mai stato analizzato in maniera approfondita.
Uno dei cardini dell'assoluzione piena del 2011 e di quella per mancanza di prove del 2015 è anche la totale assenza di impronte insanguinate dei due (che era stata invece affermata dalla sentenza del 2009, e, in maniera più sfumata, da quella del 2014) e l'impossibilità di ripulire selettivamente le proprie tracce, lasciando solo ed esclusivamente quelle di Rudy Guede. Inoltre non c'è prova che il pavimento abbia subito alcuna "pulizia selettiva" con qualche prodotto chimico. Un'impronta di piede di Guede venne poi inizialmente confusa con quella di Sollecito; la mancanza di impronte inficiò il teorema accusatorio, poiché risulta fisicamente impossibile percorrere il pavimento insanguinato senza lasciare tracce e poi ripulire in maniera precisa impronte e DNA, lasciando solo, tranne minuscole tracce rilevate come contaminazione (anche perché molto scarse), quelle attribuite alla vittima e a Guede. Se camminarvi senza sporcare venne ritenuto impossibile, una tale azione selettiva venne considerata estremamente difficile anche per esperti dotati di apparecchiature per l'identificazione delle tracce, quindi ancora di più per due giovani senza esperienza in quel campo, che avrebbero dovuto agire in poche ore.

### La presunta confessione di Guede, altre indiscrezioni e procedimenti correlati
Nel marzo 2010 attraverso i media si diffonde la notizia secondo la quale Guede avrebbe proposto a Meredith Kercher di partecipare a un festino erotico, ma al rifiuto di lei sarebbe seguito un tentativo di stupro da parte di un ulteriore uomo non identificato (chiamato il "quarto uomo" dopo che Guede divenne il "terzo uomo", nel linguaggio dei mass media, in seguito al proscioglimento di Lumumba), degenerato in una ferita mortale con arma da taglio. Guede avrebbe tentato di soccorrere la ragazza ma l'altro, minacciandolo, gli avrebbe intimato di uccidere la ragazza, ciò che egli avrebbe poi fatto. Successivamente i due si sarebbero reincontrati casualmente in una discoteca e l'uomo misterioso gli avrebbe lasciato una somma di denaro per scappare in Germania, luogo dove si trovava al momento dell'arresto. Questa ricostruzione, raccontata da Mario Alessi, muratore siciliano condannato all'ergastolo per l'omicidio di Tommaso Onofri (un bambino di tre anni rapito a scopo di estorsione e ucciso con alcuni complici nel 2006), che stava scontando la pena nello stesso carcere di Guede, a Viterbo, scagionerebbe i due imputati Sollecito e Knox ma è stata ritenuta dai magistrati, nello specifico dal procuratore Airone, totalmente infondata; infondate furono ritenute altre presunte rivelazioni, tra le quali la dichiarazione di Lucia Aviello (nota come Luciano precedentemente al suo cambiamento di sesso), pentita di mafia che per un periodo fu in cella con Sollecito, la quale ha accusato suo fratello (un mafioso nel frattempo defunto) dell'omicidio, che avrebbe commesso in concorso con Rudy Guede. Aviello venne in seguito denunciata per calunnia nei confronti degli avvocati Maori e Bongiorno.
Si parlò, sui giornali, anche di uno spacciatore di cocaina, un italiano presunto conoscente o "ex amante" di Knox, come presunto complice di Guede, di nome "Federico"; egli venne già identificato in un'informativa della polizia nel 2007, ma è stato totalmente ignorato successivamente e tale rimarrà.
Amanda Knox è stata rinviata a giudizio, con prima udienza il 15 novembre 2011, nuovamente per calunnia nei confronti di alcuni poliziotti della Questura di Perugia, tra cui l'ispettore Oreste Volturno, e l'interprete. Knox ha accusato in più circostanze, anche durante il dibattimento in primo grado e tramite il padre successivamente, di aver subito insulti, minacce e anche leggere percosse dalla Polizia, durante l'interrogatorio che ha preceduto il suo arresto (lamenterà poi anche molestie sessuali in carcere, ottenendo una querela). I magistrati non hanno trovato riscontro per tali affermazioni e hanno ottenuto un nuovo processo per la cittadina americana con l'accusa di calunnia. Il secondo processo per calunnia contro la Knox è iniziato a Firenze il 10 giugno 2015. In primo grado, il 14 gennaio 2016, il tribunale di Firenze ha assolto Amanda Knox da questa seconda accusa di calunnia, perché il fatto non sussiste. Nelle motivazioni Rudy Guede è inoltre definito come «effettivo autore del delitto».

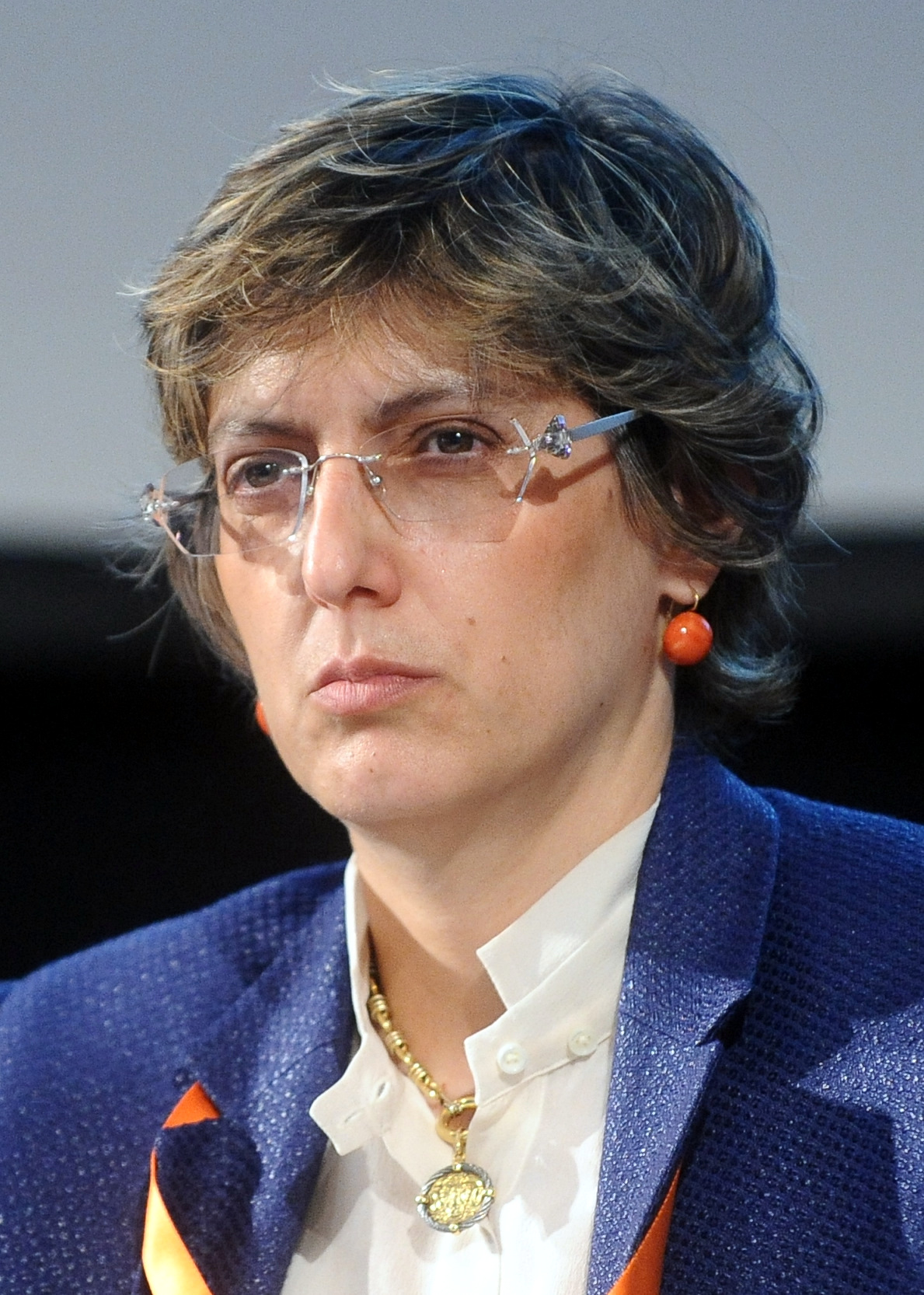
L'avvocato Giulia Bongiorno, legale di Sollecito

Nel 2008 Sollecito denunciò quattro giornalisti di Mediaset - Claudio Brachino, Michaela Bohle, Remo Croci (poi divenuto amico della famiglia Sollecito) e Rossella Volta - per averlo diffamato durante la trasmissione Top Secret, riferendo presunte confidenze di Rudy Guede e la sintesi di un interrogatorio in cui Guede parlava del presunto assassino, aggiungendo però, presentantolo come parte della sintesi delle parole dell'ivoriano che Guede aveva riconosciuto nel "ragazzo biondo" l'imputato; nel 2015 tre posizioni furono archiviate e la sola Michaela Bohle è stata rinviata a giudizio "per aver offeso il decoro e la reputazione" di Raffaele Sollecito. L'accusa riguarda anche la descrizione di Sollecito come un tossicodipendente abituale. Nella trasmissione si disse che emergeva dai verbali che gli imputati fumavano "ogni sera 10-15 canne, anzi cannoni, per avere un supporto maggiore" e altre affermazioni.
Il pm di Perugia Giuliano Mignini ha querelato Raffaele Sollecito nel 2013, sentendosi diffamato dalle affermazioni contenute nel libro Honor Bound (scritto con Andrew Gumbel) nel 2012; nel libro Sollecito parla di una trattativa per incolpare Amanda, che sarebbe stata da ricondurre al magistrato, il quale avrebbe offerto al giovane un ingente sconto di pena o l'assoluzione in cambio della sua accusa contro Amanda. Sollecito avrebbe respinto questa proposta, in nome di un "vincolo d'onore" (da cui il titolo del libro) e della verità (ha sempre ritenuto - a suo dire - che Amanda fosse innocente). In particolare, l'oggetto del contendere sarebbero alcune espressioni presenti nel libro, in cui si parla di manovre "sporche" dell'accusa e di "macabro abbraccio" fra "la procura e i media scandalistici", oltre a ricostruzioni giudicate offensive o irridenti dell'operato degli inquirenti. In particolare nel libro viene affermato: «Io credo che il nostro processo fosse, tra le altre cose, un grande diversivo allo scopo di mantenere l'attenzione dei media lontano dalla battaglia legale condotta da Mignini a Firenze [il magistrato era allora sotto accusa per abuso d'ufficio nel caso del Mostro di Firenze, il processo cadrà in prescrizione, dopo una condanna e un annullamento, nel 2014, NDR], e per fornirgli quella vittoria in un processo di alto profilo di cui aveva disperatamente bisogno per ripristinare la sua reputazione. (...) Il suo approccio era particolarmente vendicativo.».
Il procedimento per diffamazione nei confronti di Mignini e per vilipendio alla polizia di Perugia, contro Sollecito e Gumbel, si è aperto ufficialmente nel 2015 a Firenze e Sollecito è stato rinviato a giudizio. Un'altra denuncia è stata sporta nel maggio 2015 dal pm Mignini e altri inquirenti contro l'avvocato Maori e contro un giornalista. Le accuse contenute nel libro di Sollecito, in particolare quelle della cosiddetta trattativa per incolpare Knox, che sono il principale oggetto del contendere secondo i legali del pubblico ministero, sono state però smentite in seguito dallo stesso padre dell'imputato, nel corso di una rubrica di Porta a Porta, a cui è intervenuto anche il giornalista politologo Maurizio Molinari; tuttavia non sono mai state espunte dal libro (mai pubblicato in Italia). Anche del libro di Knox era stato chiesto il sequestro nel 2013, per alcuni frasi ritenute ingiuriose verso gli inquirenti e la persona del pubblico ministero.
In seguito alla remissione della querela da parte del giudice Mignini, il procedimento per diffamazione è stato di conseguenza archiviato, mentre nel 2017 la corte di Firenze ha assolto Sollecito e Gumbel dall'accusa di vilipendio delle forze dell'ordine perché il fatto non sussiste.
Nel 2015 la sezione disciplinare del Csm ha inflitto la sanzione della censura (una sorta di reprimenda scritta) a Giuliano Mignini, per aver impedito a Sollecito di conferire immediatamente con il proprio difensore il giorno del fermo, provvedimento che Mignini emise solo oralmente e non con un provvedimento scritto e motivato, come previsto dalle norme.
Nel 2016 gli avvocati di Sollecito hanno diffidato la Rai-Tv dal mettere in onda un'intervista di Franca Leosini a Rudy Guede. Guede ha ripetuto quindi la propria versione, di aver sentito la voce di Amanda e aver visto un ragazzo bianco con "accento meridionale" che non riconobbe. I legali di Sollecito hanno sporto querela, poiché secondo loro Guede avrebbe messo in dubbio la sentenza di proscioglimento, insinuando la colpevolezza del loro assistito.

### Annullamento dell'assoluzione e nuova condanna
La Procura Generale della Repubblica di Perugia ha presentato ricorso in Cassazione contro la sentenza di assoluzione di Amanda Knox e Raffaele Sollecito. Il 25 marzo 2013 il Procuratore Generale della Corte di Cassazione Luigi Riello ha esposto la sua requisitoria con i due imputati assenti.

In data 26 marzo 2013 la Cassazione, Prima Sezione penale, ha annullato le sentenze di assoluzione del grado di giudizio precedente, rinviando lo stesso dinanzi alla Corte d'assise d'appello di Firenze. La stessa Corte di Cassazione ha anche respinto il ricorso della Knox contro la condanna per calunnia che è divenuta, così, definitiva. Il 18 giugno 2013 sono state depositate le motivazioni della sentenza di annullamento con rinvio della Corte di Cassazione. La sentenza contiene una dura critica sulle illogicità, omissioni e contraddizioni che caratterizzavano la sentenza d'appello. La Corte di Cassazione ha accolto i motivi di ricorso della Procura Generale di Perugia, a partire dal nesso tra la calunnia per la quale la Knox è stata definitivamente condannata e l'omicidio, per finire alla smentita delle prove disposte nel processo d'appello e alla loro acritica condivisione da parte dei giudici di secondo grado. La Prima Sezione ha fissato una serie di principi di diritto vincolanti per il giudizio di rinvio:
Sollecito e Knox affermano di nuovo la loro innocenza; il giovane afferma di sentirsi parte di una situazione kafkiana.
Non vengono disposte misure cautelari; Sollecito rientra dalle vacanze a Santo Domingo, tra le polemiche di chi ventilava una possibile fuga, mentre Amanda rimane a Seattle. Il 30 gennaio 2014 la Corte d'Assise d'Appello di Firenze, rovesciando il precedente giudizio di secondo grado, ha affermato la colpevolezza degli imputati condannando Amanda Knox a 28 anni e 6 mesi di reclusione e Raffaele Sollecito a 25 anni, accogliendo le richieste del pm Alessandro Crini. Nei confronti di entrambi non sono state disposte misure restrittive in carcere, ma a Sollecito è imposto il divieto di espatrio e il ritiro del passaporto. Il giudice Alessandro Nencini, presidente del collegio giudicante, definisce come lunga e "sofferta" l'elaborazione della decisione, mentre il padre di Sollecito sostiene «che i giudici riconoscono a mio figlio Raffaele e ad Amanda Knox il dono dell'ubiquità» (una sorta di "sentenza suicida", cioè palesemente incoerente).

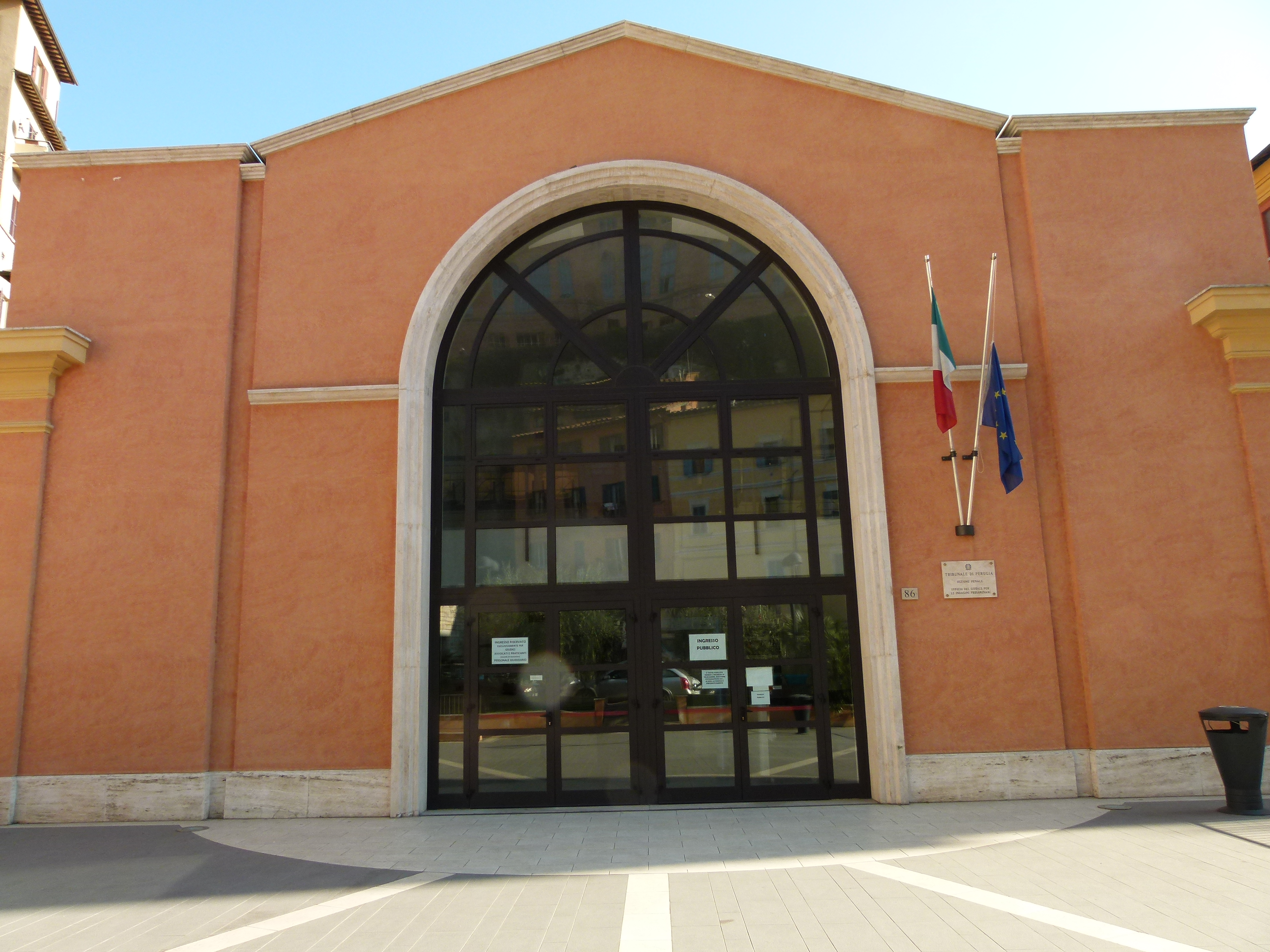
La sezione penale del Tribunale di Perugia, sede dei primi due processi

Nencini infatti accoglie l'attendibilità del teste Curatolo e contemporaneamente fissa l'ora del delitto (e la presenza in casa) al momento in cui dovevano essere in piazza:
(Sentenza Nencini di condanna del 2014)
Per aver rilasciato un'intervista in cui anticipava le motivazioni della sentenza e dichiarava di non aver separato le posizioni degli imputati, processando Sollecito solo per favoreggiamento, perché il giovane non aveva accettato di essere nuovamente interrogato, il giudice Nencini venne messo sotto inchiesta e poi prosciolto dal Consiglio Superiore della Magistratura, anche se ricevette comunque un richiamo ufficiale.
La mattina del 31 gennaio, quest'ultimo è raggiunto dalla Polizia nel comune di Venzone (UD), a pochi chilometri dal confine austriaco. Sollecito ha dichiarato di essersi effettivamente recato in Austria il pomeriggio precedente con la sua fidanzata Greta Menegaldo e di essere poi rientrato in Italia dopo poche ore, senza avere intenzione di fuggire; il giovane si presenta quindi in questura a consegnare il passaporto.
Viene quindi riaffermata la presenza del DNA della Knox sul coltello considerato l'arma del delitto, e Sollecito considerato coinvolto per la mancanza di un alibi preciso e le dichiarazioni contraddittorie, mentre resta in secondo piano il DNA sul gancetto, a causa di possibile contaminazione, pur essendo elencato tra le prove. Il movente viene però modificato da movente sessuale a lite per le pulizie in casa tra Knox e Kercher, specialmente a causa del fatto che Guede, secondo i giudici amico di Amanda, avrebbe sporcato il bagno.
I legali dei due condannati annunciano che proporranno nuovamente ricorso in Cassazione. Amanda si difese in diversi talk show statunitensi, mentre Sollecito partecipa a programmi televisivi italiani in cui ribadisce la sua innocenza; fece scalpore la difesa del giornalista Vittorio Feltri, innocentista, a causa di frasi offensive pronunciate da Feltri stesso contro la vittima Meredith Kercher.
Nonostante i pareri contrastanti dei giuristi, si diffonde l'opinione che è possibile che Amanda Knox non avrebbe scontato mai l'intera pena (ossia il restante computo, con l'esclusione dei 4 anni già scontati), e quindi che ci sia un rifiuto di estradizione da parte del Dipartimento di Stato, poiché gli Stati Uniti considerano non valido un doppio giudizio, se la condanna segue un'assoluzione ("double jeopardy"). Secondo cablogrammi dell'ambasciata, pubblicati nel 2015, già nel 2013, dopo l'innocenza riconosciuta dal primo processo d'appello, i diplomatici avrebbero dichiarato che gli Stati Uniti considerano "chiuso questo caso".

### Assoluzione definitiva di Knox e Sollecito in Cassazione
Gli avvocati di Knox e Sollecito hanno depositato il ricorso in Cassazione il 16 giugno 2014, chiedendo l'annullamento della sentenza senza rinvio, che equivale all'assoluzione per i loro clienti e al ripristino della verità emersa nel primo processo d'appello, o perlomeno un terzo appello. I legali di Sollecito, oltre a ripresentare gli argomenti della contaminazione accidentale, dell'assenza di prove, dell'impossibilità fisica di cancellare ogni traccia lasciando solo quelle di Guede hanno cercato di separare per la prima volta la posizione di Sollecito da quella di Amanda, e chiedendo anche la modifica dell'imputazione, da concorso in omicidio a favoreggiamento personale, ricordando che la testimonianza del clochard Antonio Curatolo, accolta come veritiera dalla sentenza di condanna, sembrava fornire un alibi.
La sentenza del 27 marzo 2015, pronunciata dal giudice della Suprema Corte Gennaro Marasca dopo 10 ore di camera di consiglio (un tempo molto lungo per il giudizio di legittimità), ha assolto dall'accusa di omicidio Sollecito e Knox, "per non aver commesso il fatto", cassando il secondo giudizio d'appello e accogliendo la richiesta della difesa di annullamento senza rinvio (cosiddetta cassazione senza rinvio con decisione nel merito), con la Knox che vede confermata, in via definitiva, la condanna a 3 anni per calunnia nei confronti di Lumumba, già scontati. Secondo i giudici, che hanno fornito spiegazioni annesse al dispositivo, il «complesso probatorio era talmente contraddittorio» da rendere impossibile superare le incongruità e «assurdo» sarebbe stato «disporre un nuovo dibattimento potendo contare su indizi così labili». La precedente sentenza della Cassazione, che aveva rilevato irregolarità procedurale (solo in legittimità e non nel merito) dell'assoluzione del primo appello, è stata ritenuta «non vincolante», nella convinzione che la propria pronuncia dovesse valutare solo ed esclusivamente il secondo verdetto d'appello del 2014, ritenuto insufficiente a livello definitivo.
Per i supremi giudici della Quinta sezione il quadro accusatorio «non è sorretto da indizi sufficienti» nei confronti di Knox e Sollecito; Marasca ha citato nel dispositivo il secondo comma dell'articolo 530 del codice di procedura penale italiano, che afferma anche che «il giudice pronuncia sentenza di assoluzione anche quando manca, è insufficiente o contraddittoria la prova che l'imputato lo ha commesso [il fatto, ndr]» e ha configurato in pratica un'assoluzione per mancanza di prove, anche da un nuovo appello. La Cassazione ha quindi annullato ritenendo superfluo il rinvio e ha dato, come "provvedimento occorrente", l'assoluzione piena degli imputati e la fine del procedimento. Il primo prosecutore dell'omicidio, Giuliano Mignini, ha dichiarato (in una querela contro l'avvocato Luca Maori) che la sentenza della Cassazione, seppur non più impugnabile in nessun caso non esistendo la revisione in caso di assoluzione, sarebbe irregolare (citando gli art. 609 e 628) poiché a suo avviso è un unicum della giurisprudenza della Suprema Corte in materia di omicidio. La Corte si è infatti pronunciata nel merito e non nella legittimità, senza poter ripristinare una sentenza di assoluzione nel merito (poiché la Prima Sezione aveva definitivamente annullato l'assoluzione di Pratillo del 2011).
Raffaele Sollecito, che ha atteso la sentenza nella casa di Bisceglie, ha commentato: «Sono immensamente felice, torno a riprendermi la mia vita. Quella stessa magistratura che mi ha condannato ingiustamente mi ha restituito oggi la dignità e la libertà», paragonando in seguito la sua vicenda a un sequestro di persona.
Amanda Knox, a Seattle (sua città di origine, dove vive e sta per sposarsi con il musicista Colin Sutherland, e dove lavora come giornalista per il West Seattle Herald), ha invece dichiarato di essere «molto grata che giustizia sia stata fatta. Grazie. Sono grata di riavere la mia vita. Meredith era una mia amica. Meritava moltissimo nella vita. Io sono quella fortunata».
In controtendenza con l'opinione pubblica statunitense, per la maggior parte innocentista, il celebre penalista Alan Dershowitz (in passato fu uno dei consulenti della difesa di O. J. Simpson in un celebre caso) afferma che la condanna di Amanda, come complice di Guede, sarebbe stata "fondata" anche nel sistema giudiziario americano, secondo lui meno garantista di quello italiano; nei mass media italiani viene fatto intendere che Dershowitz avrebbe affermato la colpevolezza della Knox, ma l'avvocato si limitò a ritenere "non impossibile" un'eventuale condanna. Precedentemente aveva invece espresso dei dubbi sulla condanna in primo grado.
Il PM Giuliano Mignini, rimasto convinto dell'impianto accusatorio, ha affermato inoltre nel 2016, in un documentario televisivo americano su Amanda Knox, che se «sono innocenti auguro loro di poter dimenticare la sofferenza che hanno passato. Se invece sono colpevoli e la giustizia terrena non li ha raggiunti, di riconoscere le proprie colpe perché, appunto, da credente, so che la vita finisce in un processo che però non ha appelli, non ha ricorsi per Cassazione né revisioni»; Sollecito ha risposto a Mignini parlando di «persone capaci di distruggere la vita altrui senza una ragione».
D'accordo con la sentenza invece gli ex magistrati Ferdinando Imposimato e Gherardo Colombo; alcuni commentatori hanno paragonato il caso Knox-Sollecito alla vicenda di Gino Girolimoni (1924), assolto e innocente ma additato dall'opinione pubblica come "mostro".
Le motivazioni sono state pubblicate il 7 settembre 2015, e in esse si legge che esiste un dato di "indubbia pregnanza" a favore di Amanda Knox e Raffaele Sollecito, "nel senso di escludere la loro partecipazione materiale all'omicidio". La Suprema corte ha inoltre bocciato le indagini svolte dalla Procura di Perugia, parlando di mancanza di un "insieme probatorio" contrassegnato "da evidenza oltre il ragionevole dubbio" e «un iter ondivago, le cui oscillazioni sono, però, la risultante anche di clamorose defaillance o "amnesie" investigative», e senza tali "colpevoli omissioni", si sarebbe «con ogni probabilità, consentito, sin da subito, di delineare un quadro, se non di certezza, quanto meno di tranquillante affidabilità, nella prospettiva vuoi della colpevolezza vuoi dell'estraneità» di Knox e Sollecito, che la corte considera comunque innocenti. Prosegue indicando "l'inusitato clamore mediatico" e i "riflessi internazionali della stessa vicenda", che non hanno "certamente giovato alla ricerca della verità" provocando una "improvvisa accelerazione" delle indagini "nella spasmodica ricerca" di colpevoli "da consegnare all'opinione pubblica internazionale".
Rifacendosi alla sentenza del 2011, il motivo principale di assoluzione risiede però 
(Motivazioni assolutorie della Corte di Cassazione)
La Corte ha inoltre cassato tutte le prove genetiche, poiché «le indagini genetiche sono state acquisite in violazione delle regole consacrate dai protocolli internazionali», definisce «inquietante» la repertazione tardiva del gancetto del reggiseno e il modo in cui il coltello è stato trasportato, cioè in una scatola di cartone. Anche la quantità esigua del campione non ha dato luogo alla seconda prova per l'attribuzione del DNA, «necessario perché il risultato possa ritenersi affidabile». Viene accolta nuovamente la perizia scientifica del 2011, che stabilì la presenza esigua di un DNA di diversi uomini, di cui uno somigliante ma non identico a Sollecito, sul gancetto, e del solo DNA di Amanda unito a residui di amido di patata sul coltello della casa di Sollecito, mentre l'ipotizzata presenza del DNA della Kercher era da escludere. La Cassazione taccia come «manifestamente illogico» il richiamo alla «pulizia selettiva» e «palesemente illogico ricostruire il movente dell'omicidio sulla base dei pretesi dissapori tra la Kercher e la Knox» e «pacifica la commissione dell'omicidio in via della Pergola, l'ipotizzata presenza nell'abitazione dei due ricorrenti non può, di per sé, essere ritenuta elemento dimostrativo di colpevolezza».
La Cassazione accetta che Amanda potrebbe essere stata nella casa come disse nella sua prima confessione («la presenza di Amanda nella casa che fu teatro dell'omicidio è dato conclamato, alla stregua delle sue stesse ammissioni»), ipotizzando anche che avesse voluto "coprire Guede" accusando Lumumba, anche se non esiste prova di ciò. Quindi, Amanda, condannata per calunnia, potrebbe aver sentito rumori riferibili al delitto, ma nascosta nella propria camera o in cucina a causa della paura, e quindi non è imputabile per il reato di omicidio.
Su Sollecito «resta forte il sospetto che egli fosse realmente presente nella casa di via della Pergola, la notte dell'omicidio, in un momento però che non è stato possibile determinare», quindi, data l'assenza di prove sul corpo, tale momento potrebbe essere successivo o precedente all'atto di Guede. L'ivoriano avrebbe quindi commesso il delitto, Amanda avrebbe avuto una «connivenza non punibile» e Sollecito è estraneo al crimine.
Rudy Guede, l'unico condannato, in concorso con ignoti, ha commentato che il caso è chiuso anche per lui, e vuole solo laurearsi in Lettere e uscire dal carcere, rifiutando altresì di confessare, ma prendendo in considerazione la possibilità di chiedere un nuovo processo a causa del "concorso con ignoti" per cui è stato condannato (in alternativa alla possibile assoluzione o alla condanna come unico colpevole). In realtà la legge italiana prevede, per i delitti in concorso, che se uno o più dei concorrenti viene assolto, il rimanente o i rimanenti restino comunque colpevoli. I suoi avvocati smentiranno poi che Guede voglia chiedere la revisione, e Guede si farà poi assistere da altri legali e da un gruppo di sostegno. Guede, ospitato in una comunità di recupero dopo 9 anni dall'arresto, ha infine chiesto la revisione per contrasto di giudicati nell'agosto 2016. Il 10 gennaio 2017 la corte d'appello di Firenze ha respinto la richiesta di revisione del processo.
Nel Novembre 2021 Rudy Guede esce dal carcere dopo aver scontato 14 anni di reclusione. Nel Dicembre 2023 Rudy Guede viene raggiunto da una nuova misura cautelare di braccialetto elettronico e di avvicinamento alla sua ex ragazza (presunto reato successivo alla scarcerazione). Il nuovo processo di Rudy Guede è previsto nel maggio 2024.
Gli avvocati dei due imputati assolti hanno annunciato che verrà chiesto un risarcimento per errore giudiziario, danni morali, all'immagine personale e ingiusta detenzione; la Knox ha poi deciso di rinunciarvi a causa della condanna per calunnia. In realtà i legali sono parsi intenzionati a richiedere un risarcimento solo per l'ingiusta detenzione, da Sollecito ritenuta troppo lunga e troppo restrittiva (non essendoci secondo la difesa pericolo di fuga, aveva chiesto la detenzione domiciliare o il ritiro del passaporto, che gli è stato accordato solo dopo la seconda condanna, quando già era in libertà da tre anni); l'avvocato Bongiorno ha affermato anche di non volere utilizzare la nuova normativa sulla responsabilità civile. L'11 febbraio 2017 la corte d'appello di Firenze ha respinto la richiesta di risarcimento avanzata dai legali di Sollecito di 516.000 euro per ingiusta dentenzione, cosa confermata in Cassazione, con la motivazione che non avrebbe collaborato con gli inquirenti e avrebbe rilasciato “affermazioni menzognere e contraddittorie“ tenendo quindi un comportamento “gravemente colposo”; per la corte d'appello, se avesse detto subito la verità sarebbe stato “probabile che egli non sarebbe stato neppure indagato” o “le esigenze cautelari sarebbero state meno gravi”.
Amanda Knox, ritornata in Italia per partecipare al Festival della Giustizia penale del 14 giugno 2011, così ricostruisce la vicenda giudiziaria: «Il primo novembre 2007, un ladro, Rudy Guede è entrato nel mio appartamento, ha violentato e ha ucciso Meredith. Ha lasciato tracce di DNA e impronte. È fuggito dal Paese, ed è stato poi processato e condannato. Nonostante ciò, un numero importante di persone non ha sentito il suo nome. Questo perché pm, polizia e giornalisti si sono concentrati su di me. I giornalisti chiedevano di arrestare un colpevole. Hanno indagato me mentre Guede fuggiva».

### Sentenze della Corte europea
Vi è stato anche un ricorso dei legali di Knox alla Corte Europea per i Diritti Umani, in riferimento alla richiesta di rinvio alla Corte costituzionale della possibile questione di incostituzionalità degli articoli 627 e 628 del codice di procedura penale, in quanto secondo loro violerebbero il divieto di doppio giudizio e il diritto al giusto processo, poiché «consentono all'infinito la ripetizione dei processi quando, come nel caso di omicidio, non c'è prescrizione e si assiste ad un balletto di verdetti». Nel maggio 2016 la CEDU ha accolto in via preliminare il ricorso contro l'Italia presentato da Knox, in cui si sostiene che l'americana abbia subito un processo iniquo e maltrattamenti durante l'interrogatorio. La Corte ha ritenuto valido il dossier presentato dai legali ed ha comunicato il ricorso al governo italiano affinché esso possa difendersi. Il 24 gennaio 2019 la corte ha sentenziato nel caso Knox v. Italia condannando quest'ultima per non aver avviato un'inchiesta effettiva per l'accertamento delle (non dimostrate) pressioni subite dalla Knox e per aver interrogato la Knox senza la presenza del suo avvocato. L'Italia dovrà risarcire Amanda Knox della somma di 18.400 euro, calcolati tra danni morali e rimborso delle spese legali per il ricorso a Strasburgo.

## Influenze nella cultura di massa

### Musica
Amanda Knox viene citata nel singolo Killer Star di Immanuel Casto, nel singolo In gabbia (non ci vado) di Myss Keta, nel singolo Maria Salvador di J-Ax feat. Il Cile, nel singolo di Ghali e Alessandro Cattelan La hit di Ale e Ghali, nella canzone Amore per l'inox del rapper Vashish, nel singolo Puppet Show 2 di L'Elfo feat. Divo Skarfake e Kanaglia, nel singolo Broken Language dei rapper Jake La Furia ed Emis Killa, nel singolo Hot Pot, contenuto all'interno del quarto mixtape di MadMan e nel brano Un posto bellissimo di Fedez.

### Film

#### Amanda Knox
Sulla vicenda, nel 2011, è stata registrata una pellicola cinematografica per la televisione intitolata Amanda Knox (Amanda Knox: Murder on Trial in Italy) per la regia di Robert Dornhelm. Il cast comprende Amanda Fernando Stevens nel ruolo di Meredith Kercher, Hayden Panettiere è Amanda Knox, Paolo Romio è Raffaele Sollecito e Djibril Kébé interpreta Rudy Guede. Diverse scene di questo film sono state girate a Roma all'interno del Complesso del Buon Pastore.
Nel 2016 Netflix ha distribuito un film documentaristico di Amanda Knox per la regia di Rod Blackhurst e Brian McGinn.

#### Meredith - The Face of an Angel
Un altro film viene realizzato nel 2014 con la regia di Michael Winterbottom. Questo film segue la vicenda con gli occhi di un giornalista ed un reporter che osservano il caso. Il film ha tuttavia modificato il nome dei protagonisti (Amanda è chiamata Jessica, ruolo interpretato da Genevieve Gaunt). Nel cast Kate Beckinsale, Daniel Brühl, la modella Cara Delevingne e Valerio Mastandrea.

### Televisione
Alla vicenda viene fatta allusione nell'episodio Viaggio in Italia della serie animata I Griffin: il personaggio di Peter parla con Brian di sua moglie Lois, che è scappata con un italiano, dicendo di non preoccuparsi poiché "è una donna americana in Italia. Uscirà, ucciderà la coinquilina in un gioco erotico e poi starà bene", facendo riferimento al presunto movente erotico dell'assassinio di Meredith Kercher. La battuta, andata in onda su Italia 2, è stata invece censurata durante la messa in onda su Italia 1.
Amanda Knox compare inoltre, in un'immagine di repertorio, nell'episodio L'applicazione killer della serie televisiva Lie to Me. Infine, oltre a vari documentari in tutto il mondo, sono state dedicate alla vicenda varie puntate di programmi televisivi.
Anche una serie televisiva, Guilt (2015), si è vagamente ispirata alla vicenda.

### Teatro
- The Verdict of Perugia (originale tedesco, Das Urteil von Perugia) di Stefan C. Limbrunner, 2015

### Documentari
Amanda Knox ha partecipato, intervistata, nel 2008 al film cortometraggio documentaristico L'ultima città di Claudio Carini. Numerosi documentari televisivi sono stati prodotti sulla vicenda. Nel 2016 la Knox è nell'omonimo documentario Netflix che tratta dell'omicidio, e in particolare della vicenda dal punto di vista dell'accusata.